# Strassenbahn Basel

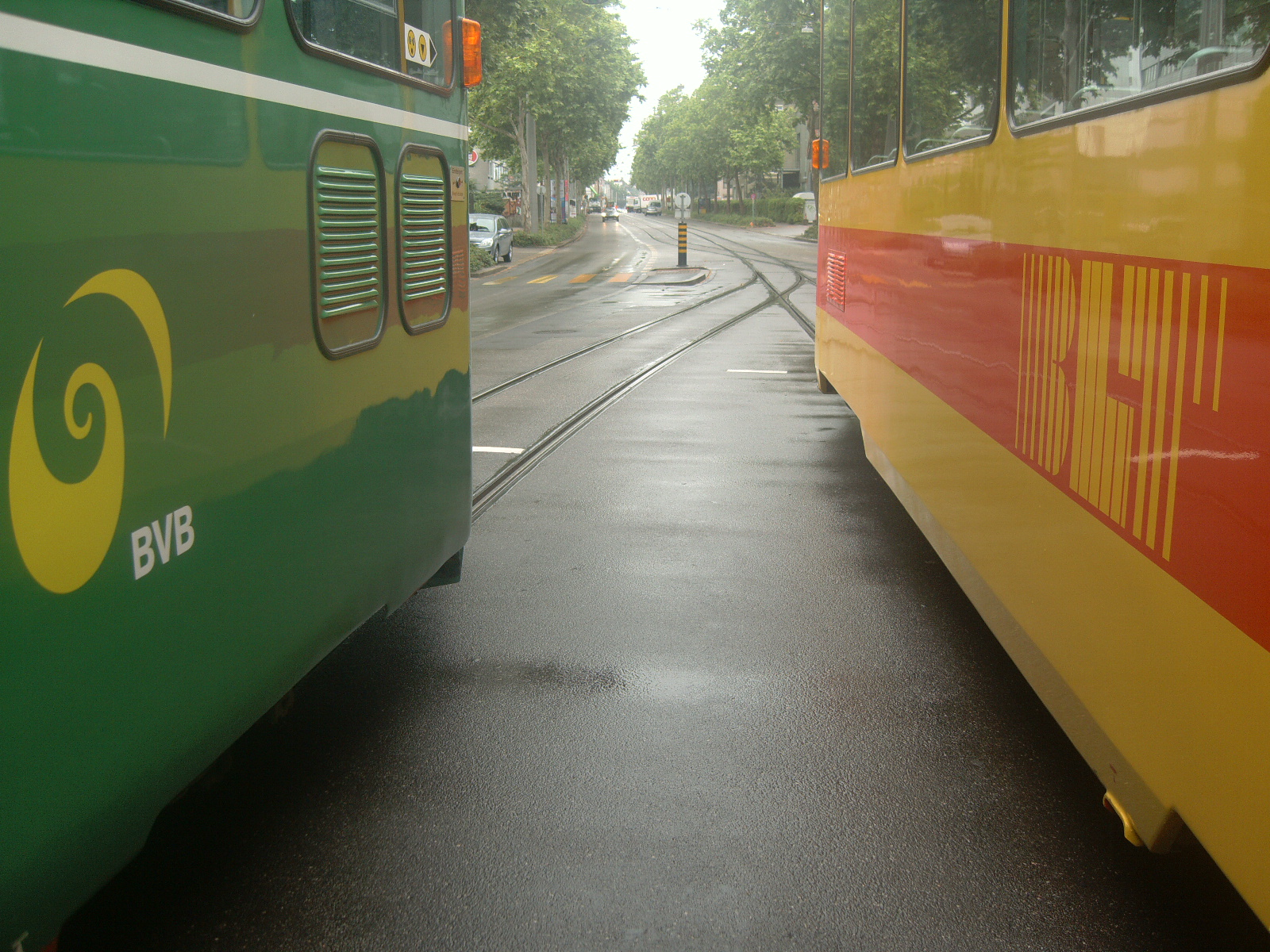
Das Basler Tramnetz wird sowohl von den Basler Verkehrs-Betrieben (BVB) als auch der Baselland Transport AG (BLT) bedient

Die Strassenbahn Basel (Basler Tram, baseldeutsch auch s Drämli genannt) ist der wichtigste Träger des öffentlichen Nahverkehrs in Basel. Es ist weltweit das einzige Strassenbahnnetz, das sich über drei Staaten erstreckt. Das Netz misst 79 Kilometer. Ausbaupläne sehen die Erweiterung um rund 14 Kilometer vor.
Zuständige Unternehmen für den Trambetrieb sind die Basler Verkehrs-Betriebe (BVB) und die Baselland Transport AG (BLT). Mit dem innerstädtischen Tramnetz verknüpft sind die als Eisenbahn konzessionierten Aussenstrecken Basel–Aesch, Basel–Dornach, Basel–Pratteln und Basel–Rodersdorf, für deren Infrastruktur die BLT verantwortlich ist. 
Vorläufer des Basler Trams waren die ab 1881 verkehrenden Pferdeomnibusse. Das erste elektrische Tram verkehrte am 6. Mai 1895 zwischen dem Centralbahnplatz (Bahnhof SBB) und dem alten Badischen Bahnhof (heute Messeplatz). Die BVB ging 1946 aus dem Vorgängerunternehmen Basler Strassen-Bahnen (B.St.B.) hervor. 

## Linien und Betrieb

### Regelbetrieb und Nachtnetz
Die Basler Trams verkehren täglich von ca. 05:00 bis 01:00 Uhr am darauffolgenden Tag. In den Hauptverkehrszeiten von Montag bis Samstag jeweils im 7,5-Minuten-Takt, an Sonntagen alle 10 Minuten. In den Nebenverkehrszeiten wird täglich ein 15-Minuten-Takt angeboten. Abweichende Takte ergeben sich auf denjenigen Streckenabschnitten, welche nicht von jedem Kurs bedient werden wie beispielsweise zwischen Ettingen und Rodersdorf auf der Linie 10. Die Einsatzlinien verkehren ausserdem nicht täglich während der gesamten Betriebszeit. Als Einsatzlinien werden allgemein die Linien E11, 17 und 21 bezeichnet, dasselbe gilt für die Linie 1 auf dem Streckenabschnitt Bahnhof SBB – Badischer Bahnhof sowie die Linie 2 auf dem Abschnitt Badischer Bahnhof – Riehen Dorf/Fondation Beyeler.
Das aktuelle Tramliniennetz von Basel besteht aus 13 Linien, von denen neun durch die BVB und vier durch die BLT bedient werden (Stand: Fahrplanjahr 2022):
| Betreiber                         | Linie | Strecke                                                                          | Länge     | Stationen    | Fahrzeit                  | Eröffnung         | letzte Neuerung   | Verlauf   |
| --------------------------------- | ----- | -------------------------------------------------------------------------------- | --------- | ------------ | ------------------------- | ----------------- | ----------------- | --------- |
| Logo der Basler Verkehrs-Betriebe | 1     | Dreirosenbrücke – Bahnhof SBB (– Badischer Bahnhof)                              | 07,272 km | 13 (20)      | 27 / 26 Minuten           | 6. Mai 1895       | 30. Juni 2001     | Linie 1   |
| Logo der Basler Verkehrs-Betriebe | 2     | Binningen Kronenplatz – Badischer Bahnhof (- Eglisee – Riehen Fondation Beyeler) | 06,009 km | 16 (26)      | 21 / 22 (32 / 33) Minuten | 14. April 1897    | 17. Mai 2021      | Linie 2   |
| Logo der Basler Verkehrs-Betriebe | 3     | (Gare de Saint-Louis (F) –) Burgfelderhof – Birsfelden Hard                      | 09,509 km | 25           | 32 / 32 Minuten           | 10. Mai 1897      | 9. Dezember 2017  | Linie 3   |
| Logo der Basler Verkehrs-Betriebe | 6     | Allschwil Dorf – Riehen Grenze                                                   | 12,592 km | 35           | 40 / 39 Minuten           | 1. Juli 1905      | 1. August 2002    | Linie 6   |
| Logo der Basler Verkehrs-Betriebe | 8     | Neuweilerstrasse – Kleinhüningen (– Weil am Rhein Bahnhof/Zentrum (D))           | 10,211 km | 30           | 34 / 36 Minuten           | 5. Juli 1912      | 14. Dezember 2014 | Linie 8   |
| Logo der Baselland Transport AG   | 10    | Dornach Bahnhof – Ettingen Dorf (– Flüh Station – Rodersdorf Station)            | 25,974 km | 34 (38 / 40) | 62 / 63 Minuten           | 6. Oktober 1902   | 30. Juni 2001     | Linie 10  |
| Logo der Baselland Transport AG   | 11    | Saint-Louis Grenze – Aesch Dorf                                                  | 14,235 km | 34           | 44 / 43 Minuten           | 7. Dezember 1907  | 14. Oktober 2002  | Linie 11  |
| Logo der Baselland Transport AG   | E11   | Theater – Reinach Süd                                                            | 11,600 km | 29           | 29 / 29 Minuten           | 14. Oktober 2002  | -                 | Linie E11 |
| Logo der Basler Verkehrs-Betriebe | 14    | Dreirosenbrücke – Pratteln Schlossstrasse                                        | 12,811 km | 31           | 38 / 38 Minuten           | 1. April 1916     | 30. Juni 2001     | Linie 14  |
| Logo der Basler Verkehrs-Betriebe | 15    | Bruderholz – Messeplatz                                                          | 05,365 km | 21           | 17 / 22 Minuten           | 17. Dezember 1910 | 30. Juni 2001     | Linie 15  |
| Logo der Basler Verkehrs-Betriebe | 16    | Bruderholz – Schifflände                                                         | 05,484 km | 18           | 20 / 21 Minuten           | 15. Mai 1930      | 16. Oktober 1972  | Linie 16  |
| Logo der Baselland Transport AG   | 17    | Ettingen Dorf – Schifflände (– Wiesenplatz)                                      | 12,215 km | 18 (26)      | 34 / 36 Minuten           | 1. Januar 1975    | 25. Oktober 1986  | Linie 17  |
| Logo der Basler Verkehrs-Betriebe | 21    | Bahnhof St. Johann – Badischer Bahnhof                                           | 03,451 km | 10           | 11 / 11 Minuten           | 18. Februar 2002  | 9. März 2009      | Linie 21  |

Die Anzahl der Stationen in Klammern beziehen sich auf verkürzte Linienführungen.
Die Angaben zur Fahrzeit beziehen sich jeweils auf den längsten Streckenverlauf einer Linie. Die Fahrzeiten für die angegebene Fahrtrichtung und die Gegenrichtung sind getrennt dargestellt.
In den Nächten von Freitag auf Samstag sowie Samstag und Sonntag bieten die BVB und BLT im Nachtverkehr insgesamt vier Nacht-Tramlinien an, wobei die beiden Linien der BVB betrieblich am Barfüsserplatz, diejenigen der BLT am Theater miteinander verknüpft sind. In beiden Nächten verkehren je drei Kurse, jeweils mit Abfahrt um 01:30, 02:30 und 03:30 Uhr ab Theater respektive Barfüsserplatz:
| Betreiber                         | Linie | Strecke                                  | Stationen |
| --------------------------------- | ----- | ---------------------------------------- | --------- |
| Logo der Basler Verkehrs-Betriebe | N6    | Barfüsserplatz – Riehen Grenze           | 21        |
| Logo der Baselland Transport AG   | N10   | Theater – Ettingen Dorf                  | 15        |
| Logo der Baselland Transport AG   | N11   | Theater – Reinach Süd                    | 22        |
| Logo der Basler Verkehrs-Betriebe | N14   | Barfüsserplatz – Pratteln Schlossstrasse | 20        |

### Sonderbetrieb
Betriebliche Änderungen ergeben sich bei wiederkehrenden Grossanlässen wie der Basler Fasnacht, der Herbstmesse, der Bundesfeier am Rhein, bei Pokalfeiern des FC Basel oder aber während Baustellen. Insbesondere bei Ereignissen, welche die Innenstadtachse betreffen, kann es zu grossräumigen Änderungen im Betrieb kommen. So setzen die BVB und BLT alleine an den drei Basler Fasnachtstagen zwei verschiedene Betriebskonzepte um: Jeweils für die Zeit des «Cortège» am Montag und Mittwoch sowie für das «Gässle» am Montag- und Mittwochabend sowie ab Dienstagmittag.
Während Grossanlässen setzen sowohl BLT wie auch BVB Sonderkurse ein und bieten teils verlängerte Betriebszeiten an. So verkehren beispielsweise an den drei Basler Fasnachtstagen auf der Linie 10 fast durchgehend Tramkurse in Richtung Landschaft und zurück. Vor und nach Spielen im St. Jakob-Park werden neben Bus- auch zahlreiche Tram-Extrakurse geführt, diese Kurse der Linie 14 verkehren in der Regel zwischen St. Jakob und der Schifflände.

## Vorgeschichte

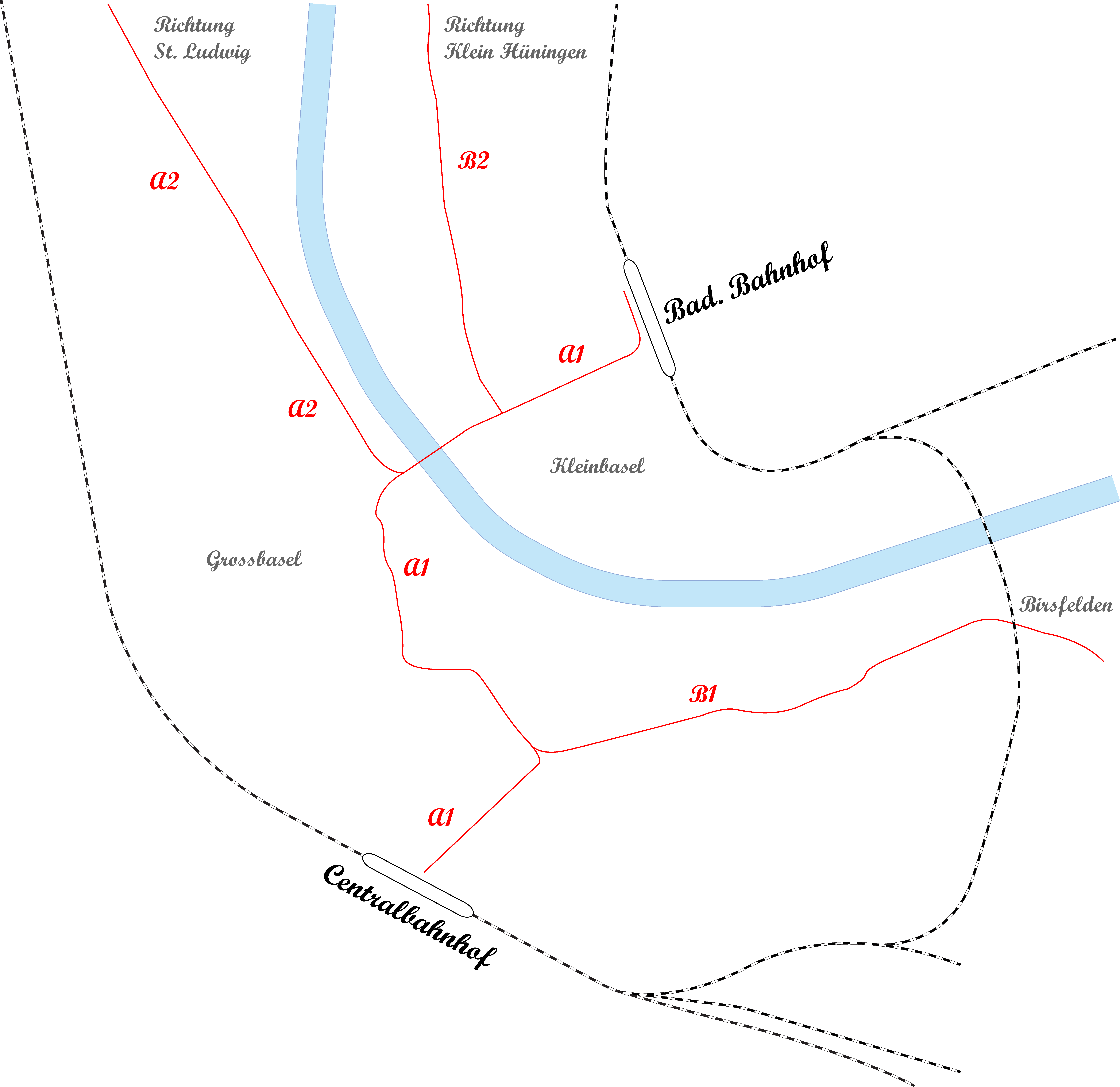
Plan des französischen Büros Féral & von Pirch für ein Pferde-Tramwaynetz aus dem Jahre 1880.

Basel durfte als erste Schweizer Stadt die Eisenbahn begrüssen, als am 15. Juni 1844 der erste Zug im provisorischen Bahnhof an der Vogesenstrasse einfuhr. Zehn Jahre später öffnete der provisorische Centralbahnhof in der Nähe des Aeschenplatzes und 1855 der erste Badische Bahnhof auf dem Areal des heutigen Messeplatzes seine Pforten. Von den drei ausserhalb gelegenen Bahnhöfen aus gelangte man zu Fuss, mit Pferdefuhrwerken oder Postkutschen in die Innenstadt. Die von Pferden gezogenen Wagen kann man somit als historische Vorläufer des heutigen Trams ansehen. Diese Art der Fortbewegung blieb wegen den hohen Preisen jedoch den wohlhabenderen Personen vorbehalten.
Nachdem 1853 die Basler Droschkenanstalt gegründet wurde, verkehrten ab dem 1. Mai 1854 achtzehn Droschken. Acht Jahre später verkauften die Aktionäre das Unternehmen weiter. Dem aufkommenden Konkurrenzkampf zwischen Lohnkutschern und der Droschkenanstalt folgten Vorschriften der Regierung, welche am 28. August 1856 in Kraft traten. In den 1860er und 1870er Jahren erlebte die Droschkennutzung ihre Blütezeit. Ab dem 11. Juni 1881 verkehrten zusätzlich Pferdeomnibusse, schweizerdeutsch – analog zu Pferdestrassenbahnen – Rösslitram genannt. Sie wurden vom Unternehmen Tram-Omnibus Basel auf einem sich rege verändernden Netz betrieben, hauptsächlich jedoch auf der Stammlinie zwischen den beiden wichtigsten Bahnhöfen der Stadt. Während der gesamten Betriebszeit hatte die Gesellschaft jedoch mit finanziellen Schwierigkeiten zu kämpfen. Mit der 1892 beschlossenen Einführung der Strassenbahn endete auch die Zeit der Basler Pferdeomnibusse.
Zwischen 1874 und 1882 wurden in Basel zehn Konzessionsgesuche eingereicht, die den Bau einer Pferde-Strassenbahn vorsahen. Die Projekte sahen allesamt eine Verbindung zwischen dem Centralbahnhof und dem Badischen Bahnhof vor, daneben Aussenäste in die Vororte. Namentlich werden dabei Birsfelden, Allschwil, das damals noch eigenständige Fischerdorf Kleinhüningen und die deutsche Nachbarstadt Sankt Ludwig genannt.

## Geschichte

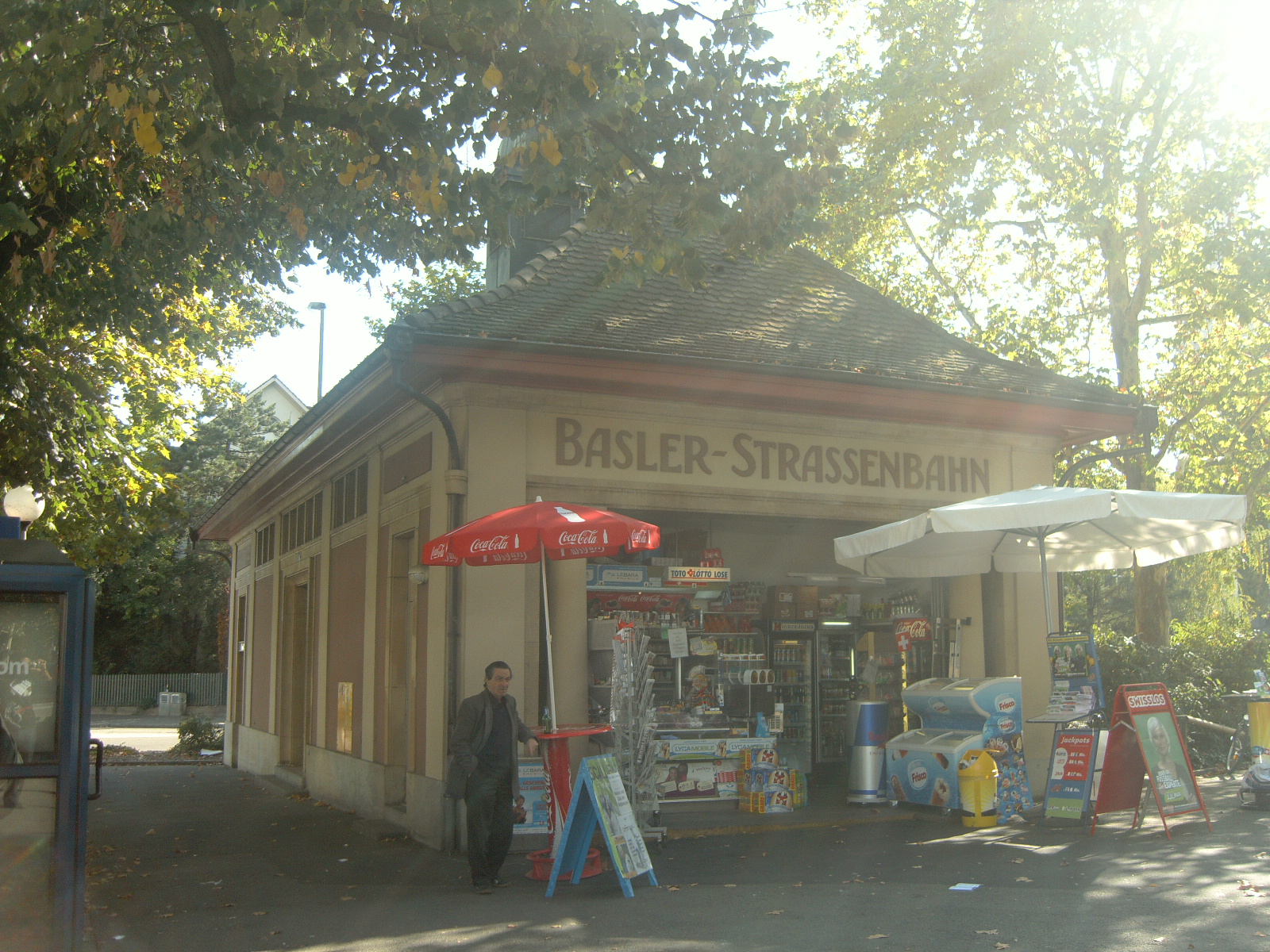
Historisches Betriebsgebäude auf dem Kannenfeldplatz

Forderungen nach einer schienengebundenen Strassenbahn kamen Ende der 1880er Jahre auf. Einer der prägendsten Vorstösse wurde am 24. Januar 1890 vorgestellt, dieser handelte vom Aufbau eines ungefähr sternförmig verlaufenden, vom Marktplatz ausgehenden Strassenbahnnetzes. Von Anfang an planten die Projektverantwortlichen rund um den ersten Direktor der Birsigthalbahn, John Brüstlein, einen Betrieb mit Elektrizität, allerdings ohne Oberleitungen, sondern mittels Akkus. Für das vorgesehene Netz hätten in der Basler Altstadt einige einschneidende Korrekturen und Strassenneubauten vorgenommen werden müssen. Ein vom Basler Regierungsrat in Auftrag gegebenes Gutachten aus Zürich sorgte für zwei weitere prägende Entscheidungen. Zum einen sollte sich die Basler Strassenbahn von Beginn an nicht in privater, sondern kantonaler Obhut befinden. Und das Liniennetz solle den bestehenden Strassen folgen, sodass sich ein «Mittelpunkt» Barfüsserplatz anbiete.
Da sich die politischen Kreise nicht einig waren über die Betriebsart, elektrisch gegenüber Pferdetram, die Ausführung der elektrisch betriebenen Strassenbahn mittels Oberleitungen oder Akkumulatoren und die Priorität des Baus selbst umstritten war, verzögerte sich das Projekt zu Beginn. Zunächst rechnete die Regierung nach einem grossrätlichen Beschluss mit der Eröffnung einer pferdebetriebenen Strassenbahn Ende 1893 bis Anfang 1894. Da diese Antriebsform aber bald als veraltet angesehen wurde, sah man wieder von den ursprünglichen Plänen ab. Im März 1894 legte die Regierung dem Grossen Rat ein Projekt zum Bau einer elektrischen Strassenbahn vor, die ersten Bauarbeiten begannen im Sommer desselben Jahres. Am 6. März 1895 nahm die Basler Strassenbahn ihren Betrieb auf der Strecke Centralbahnhof – Barfüsserplatz – Claraplatz – Badischer Bahnhof auf. In den nächsten Jahrzehnten wurde das Netz kontinuierlich erweitert, wobei auf Grund der geografischen Besonderheiten auch Strecken ins nahegelegene Ausland und den angrenzenden Kanton Basel-Landschaft gebaut wurden.
Die Strassenbahn entwickelte sich von Beginn weg zu einem Faktor in der Sozialpolitik des Kantons Basel-Stadt. So wurden bereits zwei Jahre nach Betriebsbeginn Arbeiterabonnemente eingeführt, was es den berufstätigen Männern ermöglichte, sowohl mit wenig Anstrengung den Arbeitsweg zu bewältigen als auch über Mittag im Kreis der Familie anwesend zu sein. Die Strassenbahn-Angestellten selbst organisierten sich ab 1896 in Vereinen, so zum Beispiel die Depotarbeiter (1896), das Fahrpersonal (1897) oder die Bau- und Streckenarbeiter (1904). Ein Jahr später gründeten diese Gruppen einen Dachverband, den «Centralverband der Basler Strassenbahn-Angestellten». Weitere Vereine entstanden bis Ende der 1920er Jahre. Aufgrund von Fusionen existierten ab 1948 bei den Basler Strassenbahnen noch die kantonale Sektion des Verbands des Personals öffentlicher Dienste, VPOD sowie der Neutrale Strassenbahner-Verein, kurz NStV.
Im Juli 1905 streikten die Strassenbahner zum ersten Mal. Ein internes Zweiklassensystem in Bezug auf die Entlöhnung und eine jährliche «Prüfung» der Angestellten der zweiten Klasse führten zu Unmut unter den Strassenbahnern. Dabei wurde das niedriger klassierte Personal am Ende des Jahres mit einer Note bewertet. Über jedes Mitglied wurde ein Rapport geführt, in dem Verfehlungen aufnotiert wurden. Diese Liste diente ebenso zur Notenermittlung wie auch subjektive Faktoren. Somit konnten die persönlichen Eindrücke des Prüfers letztendlich über Aufstieg in die erste Klasse und die damit verbundene Lohnerhöhung entscheiden. Der Streik blieb erfolglos, auch eine geforderte Reduktion der Arbeitszeit von täglich zehn auf neun Stunden wurde nicht realisiert. Gesetzlich geändert wurden die beiden zentralen Streikpunkte erst in den Jahren 1906 (Klassenmodell, 9.5-Stunden-Tag) und 1909 mit der Einführung des 9-Stunden-Tags.
Während des Zweiten Weltkriegs wurden die grenzüberschreitenden Linien an der Grenze unterbrochen, wobei die ausländischen Streckenabschnitte im Pendelbetrieb bedient wurden. Die Mobilmachung führte dazu, dass erstmals Frauen bei den Basler Strassenbahnen als Billeteusen angestellt wurden, um ihre Männer zu ersetzen. Dies mit dem Vorteil, dass die Frauen bereits mit dem Betrieb vertraut waren. Um den Spagat zwischen Arbeit und Haushalt weiterhin meistern zu können, arbeiteten die Frauen jeweils «halbe Schichten», vier anstelle der damals üblichen acht Stunden täglich. Dem Aufruf folgten rund hundert Freiwillige, sie erhielten jedoch weder einen Lohn – dieser wurde weiterhin an die Männer ausbezahlt, die Frauen erhielten ein tägliches «Nadelgeld» von Fr. 1.50 – noch eine feste Anstellung.
Am 24. April 1947 raste auf dem Aeschenplatz ein vom Bahnhof SBB her kommendes Tram ungebremst in eine Kurve im Haltestellenbereich. Der Motorwagen kollidierte mit einem entgegenkommenden Tram und stiess dessen Anhänger aus den Schienen. Der zweite Anhänger des Unfallzugs entgleiste, schlitterte quer über die Haltestelle und rammte ein in der Haltestelle wartendes Tram. Auf der Traminsel starben 6 Personen, 47 weitere wurden teils schwer verletzt.
Nach dem Zweiten Weltkrieg verschwanden die grenzüberschreitenden Abschnitte (des damaligen Tram-Netzes, also noch ohne die Birsigthalbahn) nach und nach vollständig, 1966 fiel ausserdem die Johanniterstrecke dem aufkommenden Individualverkehr zum Opfer. Sie wurde zunächst durch Autobusse und zwei Jahre später durch den damaligen Trolleybus Basel ersetzt, dieser ergänzte die Strassenbahn zwischen 1941 und 2008. Ambitionierte, wenn auch politisch gesteuerte Pläne sahen die Verlegung der Grossbasler Innenstadtstrecken in den Untergrund vor, das Vorhaben «Tiefbahn Basel» scheiterte jedoch an den enormen Kosten und den unbestimmbaren Risiken. Die geplante Stilllegung weiterer Strecken wurde von Trambefürwortern verhindert.

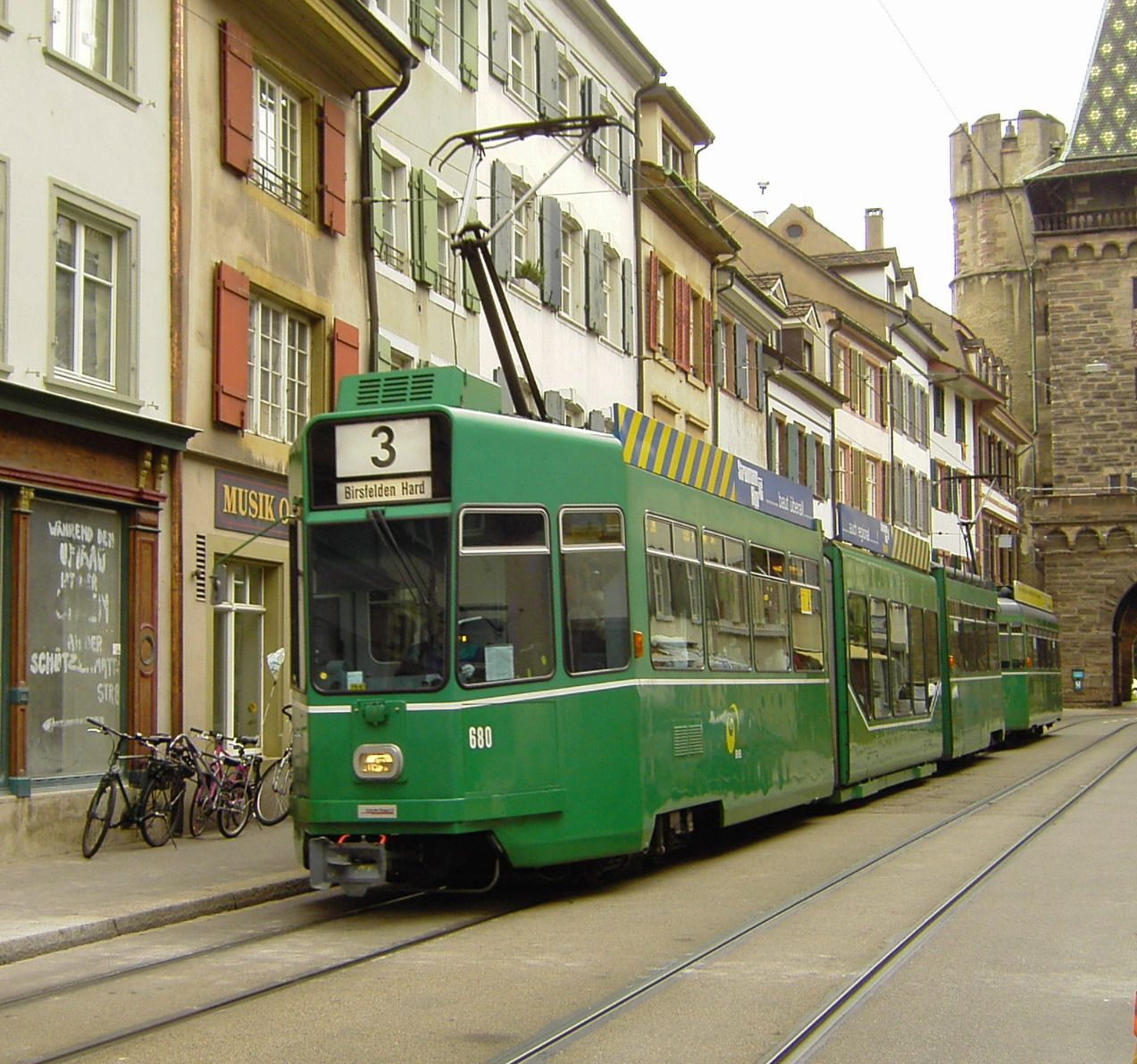
Zug aus Motorwagen zweier Generationen am Spalentor

1974 fusionierten die vier Gesellschaften Trambahn Basel-Aesch (TBA), Birseckbahn (BEB), Birsigthalbahn (BTB) und Basellandschaftliche Ueberlandbahn (BUeB) zur BLT. Drei der vier zu diesen Gesellschaften gehörenden Strecken waren von Beginn an mit dem städtischen Netz verbunden, 1984 kam mit der Verbindung nach Rodersdorf auch die vierte hinzu.
In der Zukunft soll das Basler Netz wiederum wachsen, sowohl in der Stadt wie auch erneut ins angrenzende Ausland. Insgesamt sollen 19 Kilometer Neubaustrecke hinzukommen. Beide Betriebe der Strassenbahn forcieren die Modernisierung der Unternehmen und der teils veralteten Infrastruktur. Nebst der Inbetriebnahme der elektronischen Fahrgastinformationen um die Jahrtausendwende soll in Zukunft auch die Gestaltung der Haltestellentafeln erneuert werden. Die Haltestellen selbst werden bis ins Jahr 2023 allesamt behindertengerecht umgebaut, die Wartehäuschen werden nach Bedarf erneuert.

## Netzentwicklung

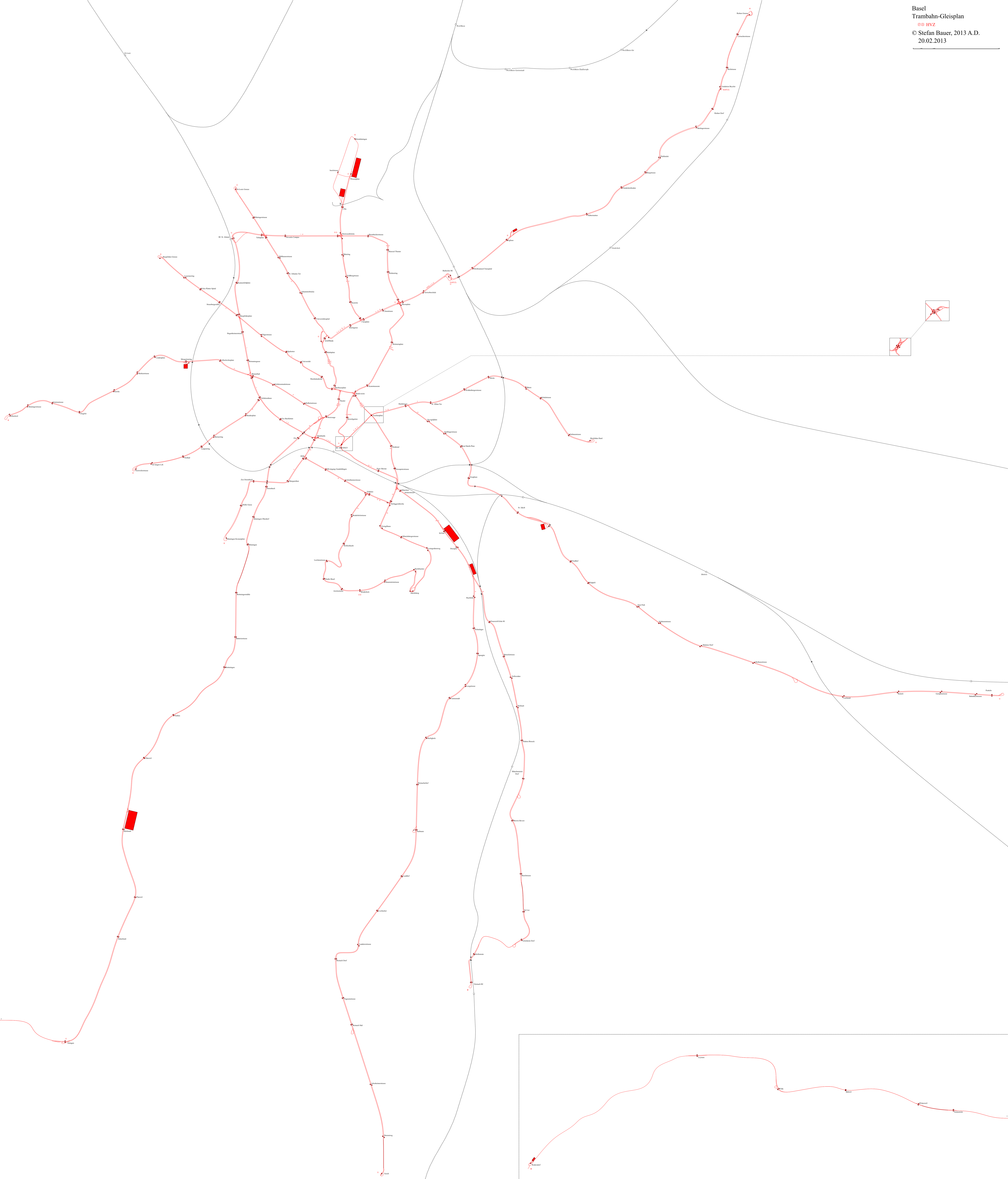
Gleisplan 2013

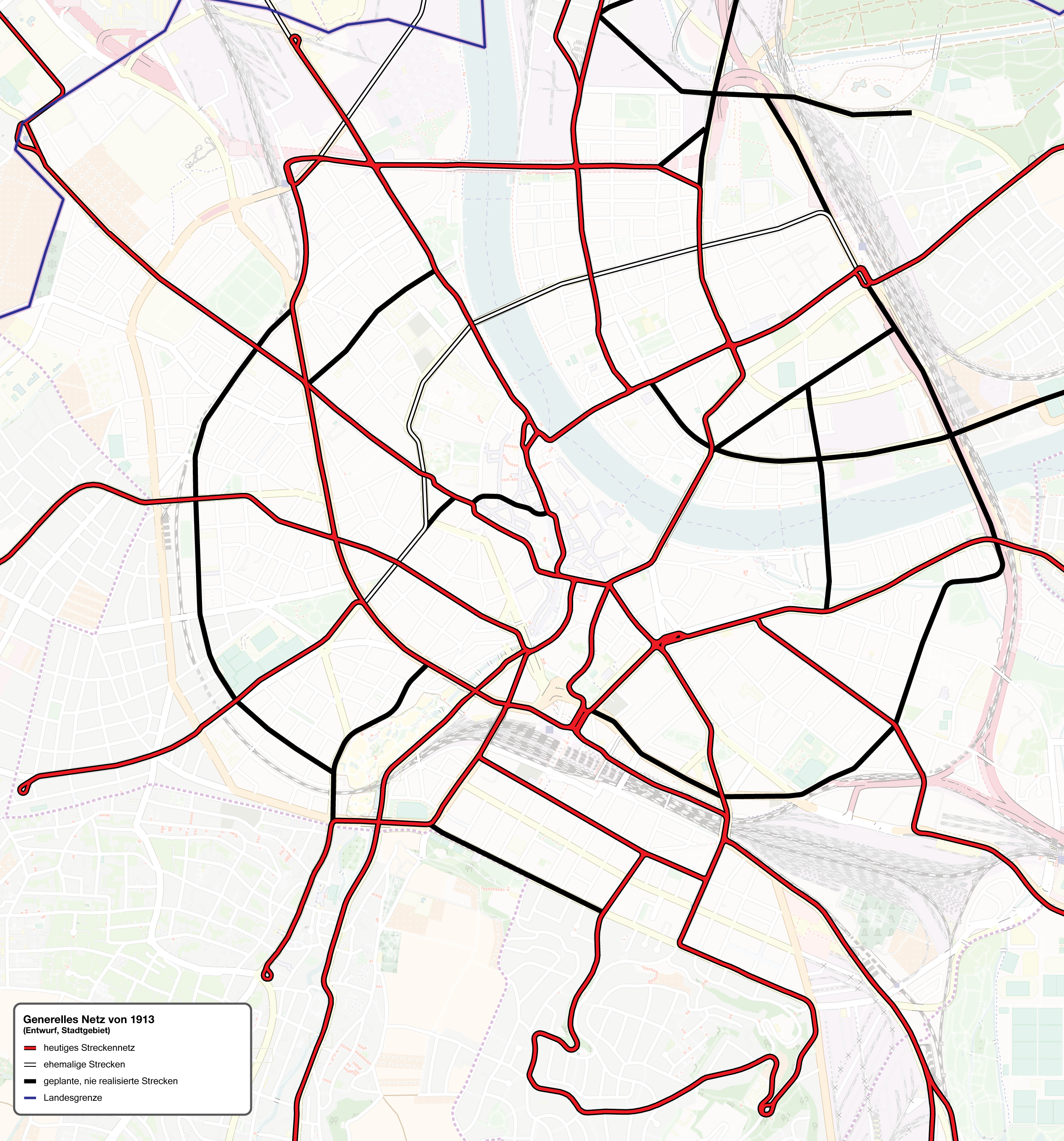
Das «Generelle Strassenbahn-Netz» der Stadt Basel in der Version von 1913. Im Vergleich dazu das heutige Netz und ehemals bestehende Teilstrecken.

### Die beiden Stammstrecken in der Innenstadt (1895–1897)

#### Alter Badischer Bahnhof – Mittlere Brücke – Centralbahnhof
Die erste Basler Tramlinie hatte ihren Ausgangspunkt 1895 analog der alten Omnibus-Strecke am alten Badischen Bahnhof, welcher sich auf dem Areal des heutigen Messeplatzes befand. Durch die Clarastrasse führte die Linie zum Claraplatz und von dort weiter durch die Rheingasse. Den Rhein überquerte das Tram über die ehemalige, zur Hälfte aus Holz gebaute Mittlere Brücke, welche am 27. Mai 1903 abgebrochen wurde. In der Zeit des Neubaus fuhr das Tram über ein Provisorium, bevor am 11. November 1905 die neue Mittlere Brücke eingeweiht werden konnte. Auf der Grossbasler Rheinseite erreichte das Tram die Schifflände. Von der Schifflände führte die erste Linie Basels durch die Eisengasse in die Innenstadt, via Marktplatz und Barfüsserplatz den Steinenberg (umgangssprachlich auch Theaterberg genannt) hinauf zur Kreuzung an der Handelsbank (später in Bankverein, heute in Bankenplatz, umbenannt). Dort durchquerte das Tram die Aeschenvorstadt und fuhr in den Aeschenplatz ein, welcher in ursprünglichen Planungen als Standort für den Centralbahnhof vorgesehen war. Der Aeschenplatz wurde in einer Rechtskurve überquert, die Linie führte weiter durch den Aeschengraben und mündete von Norden in den Centralbahnplatz ein, dem Vorplatz des ehemaligen Centralbahnhof Basel, welcher die zweite Endstation darstellte.
Zu einem späteren Zeitpunkt verlegte man die Strecke an zwei Stellen: An der Schifflände von der Eisengasse in die Marktgasse, zwischen Marktplatz und Barfüsserplatz aus der Gerbergasse in die Falknerstrasse.
Der damalige Centralbahnhof heisst heutzutage Bahnhof SBB, im täglichen Sprachgebrauch wird der alte Ausdruck jedoch noch immer verwendet. Die anliegende Centralbahnstrasse und der Centralbahnplatz zeugen ebenfalls von der Bezeichnung. Die ehemalige Stammstrecke bildet heute das Rückgrat und gleichzeitig das Nadelöhr des Basler Tramnetzes. Vom heutigen Messeplatz durch die Clarastrasse zum Claraplatz verkehren die Linien 6, 14 und 15, bevor dann die Linien 8 und 17 hinzustossen. Nach der Rheinüberquerung über die Mittlere Brücke folgen an der Schifflände zusätzlich die Linien 11 und 16. Den Abschnitt Schifflände – Barfüsserplatz befahren folglich sieben Linien, am Barfüsserplatz fährt zudem die Linie 3 vom Kohlenberg ein. Am anschliessenden Steinenberg-Gleisdreieck biegen die Linien 6, 16 und 17 nach rechts zum Theater ab, gleichzeitig münden von dort die Linien 10 und E11 ein. Den Abschnitt vom Steinenberg zum Bankverein und weiter zum Aeschenplatz befahren wiederum sieben Linien (3, 8, 10, E11, 11, 14, 15). Am Aeschenplatz biegen die Linien 3 und 14 nach links zur Hardstrasse ab, die Linien E11 und 15 fahren geradeaus weiter in Richtung St. Jakobs-Denkmal, und die Linien 8, 10 und 11 zweigen nach rechts zum Bahnhof SBB ab.

#### Alter Badischer Bahnhof – Wettsteinbrücke – Centralbahnhof
Am 14. April 1897 folgte die Inbetriebnahme der zweiten Stammstrecke als Verbindung der beiden zentralen Bahnhöfe von Grossbasel und Kleinbasel. Vom alten Badischen Bahnhof her kommend führte die Strecke gerade durch den östlichen Riehenring, die damals Bahnhofsstrasse hiess. Dort bog das Tram rechts in die Riehenstrasse ein, erreichte nach einer Linkskurve die Hammerstrasse und schliesslich den Wettsteinplatz. Vom Wettsteinplatz ausgehend überquerte die Strassenbahn den Rhein und fuhr von Norden her zur Handelsbank, wo sich die Linie mit der ersten Stammstrecke kreuzte. Geradeaus führte die Strecke in die Elisabethenanlage und folgte der Strasse bis zu deren Ende. Nach einer kurzen Links- und Rechtskurve erreichte die Linie den Centralbahnplatz, den zweiten Endhalt.
Die Wettsteinlinie wird bei Sperrungen und Störungen in der Innenstadt heute oft als Ausweichroute benutzt. Der Abschnitt Bahnhof SBB – Elisabethen – Bankverein wird von der Linie 2 regulär befahren, in der Hauptverkehrszeit auch von der Linie 1. Ab dem Bankverein verkehren Richtung Wettsteinplatz bis zu drei Linien (1, 2 und 15).

### Erste Linien ausserhalb des Zentrums (1897–1900)

#### Claraplatz – Klybeckschloss – Kleinhüningen
Zur gleichen Zeit wie die Wettsteinlinie wurde die Teilstrecke zwischen dem Claraplatz und dem Klybeckschloss in Betrieb genommen. Am Claraplatz zweigte diese Linie von der Stammstrecke nach Norden ab und führte durch die Klybeckstrasse zur Kreuzung Feldbergstrasse. Von dort erreichte die Strecke der Klybeckstrasse folgend die Grenze zum ehemals eigenständigen Dorf Kleinhüningen. Eine Gabelung führte zum neuen Depot Klybeck. Ab dem 16. Mai 1897 führte die Strecke weiter via Kleinhüningerstrasse zur Wiesenbrücke, dort wurde das Zentrum des Dorfes erreicht. Am 29. September 1897 ging das letzte Stück in den Betrieb über, das Dorfzentrum wurde erschlossen. Der Endhalt befand sich damals noch nördlich der Wiese.
1907 wurde der Ring geschlossen, indem Geleise durch die Gärtnerstrasse zum Wiesenplatz gelegt wurden, wo ein neues Depot entstand. Durch die Inselstrasse führte man ein Verbindungsgleis zur bestehenden Strecke. 1940 wurde ein zweiter Ringschluss an der Endhaltestelle Kleinhüningen bei der Wiese vollzogen, welcher 1960 von der rechten auf die linke Seite verlegt wurde.
Heutzutage wird die Strecke bis Kleinhüningen von der Linie 8 befahren, bis Wiesenplatz von Montag bis Samstag nachmittags auch von der Linie 17 der BLT.
Am 14. Dezember 2014 wurde die verlängerte Linie 8 bis zum Bahnhof Weil am Rhein (Deutschland) in Betrieb genommen.

#### Missionsstrasse – Barfüsserplatz – Birsfelden
Bereits einen Monat nach der Eröffnung der Linie über die Wettsteinbrücke wurde die dritte Linie zwischen der Missionsstrasse und dem Vorort Birsfelden im Kanton Basel-Landschaft in Betrieb genommen. Der neu gebaute Westast zweigte am Barfüsserplatz nach Westen ab und führte den Kohlenberg hinauf zur Lyss. Von der Lyss führte die Linie weiter durch die Spalenvorstadt, am Spalentor vorbei durch die Missionsstrasse bis zu deren Ende, wo sich der gleichnamige Endhalt befand. Der Ostast der dritten Linie führte vom Aeschenplatz in nördlicher Richtung durch die St. Albananlage neben dem St. Alban-Tor vorbei in das Quartier Breite. Danach überquerte das Basler Tram erstmals die Kantonsgrenze: der Hauptstrasse folgend wurde die zweite Endstation erreicht, die Schulstrasse in Birsfelden.
1932 wurde die Strecke im Dorfkern von Birsfelden weiter zum Hardwald verlängert, wo sie die heutige Endstation erreichte. Überlegungen, die Linie am Auhafen entlang in das Industriegebiet Schweizerhalle zu verlängern gab und gibt es, sind jedoch nicht Teil offizieller Planungen.
An der kurzen Teilstrecke Barfüsserplatz – Lyss, bzw. in deren Nähe, befinden sich heute das Gymnasium St. Leonhard, die Leonhardskirche, die Musik-Akademie der Stadt Basel sowie das Kollegiengebäude der Universität Basel beim Petersplatz. Die gesamte Strecke ist ein Teil der Linie 3 und wird seit Betriebsbeginn von dieser befahren. Die Linie 3 ist somit die einzige, welche in Basel den Kohlenberg befährt.
Aufgrund der starken Steigung am Kohlenberg von 7,96 % – gemäss Eisenbahnverordnung sind bei Neubaustrecken 4 %, unter besonderen Bedingungen maximal 7 % Steigung erlaubt – dürfen nur stark motorisierte Tramzüge auf dieser Strecke verkehren.

#### Barfüsserplatz – Heuwaage – Morgartenring
Die vierte Linie wurde am 1. Juni 1900 eröffnet. Vom Barfüsserplatz kommend zweigte die Strecke nach rechts in die Steinentorstrasse ab und führte am Theater vorbei zur Heuwaage. An der Heuwaage ging die Strecke den Auberg hinauf in die Austrasse und folgte dieser bis zum Brausebad im Südwesten der Stadt. Ab dem Brausebad folgte die Strecke der Allschwilerstrasse zum Allschwilerplatz und weiter zum neu errichteten Depot und gleichzeitigen Endhalt Morgartenring. Die Linie endete somit unmittelbar an der Kantonsgrenze beim Vorort Allschwil.
Die vierte Linie ist heute ein Teil der Linie 6 und wird ab dem Auberg ausschliesslich von dieser befahren. Ausnahmen bilden Kurse anderer Linien, welche ins Depot Morgartenring einfahren, diese befahren diese Teilstrecke entweder vollständig ab dem Theater oder ab Brausebad. Die Teilstrecke zwischen dem Theater und der Heuwaage wird von vier Linien (6, 10, E11 und 16) befahren.

### Ausbau in der Stadt, Erweiterung ins Um- und benachbarte Ausland (1900–1918)

#### Schifflände – Landesgrenze – St. Ludwig (Saint-Louis)
Die fünfte Linie begann ab dem 30. Juni 1900 am Totentanz und wurde erst am 1. September desselben Jahres mit der Schifflände verbunden. Die Linie führte durch die St. Johanns-Vorstadt an der Johanniterbrücke vorbei zum St. Johanns-Tor. Ab dort verlief die Strecke durch die Elsässerstrasse bis zur Landesgrenze, beim damals noch zum Deutschen Reich gehörenden St. Ludwig. Drei Wochen später passierten die Basler Strassen-Bahnen erstmals eine Staatsgrenze. Die Gleise wurden bis zur deutschen Zollstation beim niveaugleichen Übergang der Bahnstrecke Weil – St. Ludwig verlängert. Während Jahrzehnten befuhr die Linie 5 resp. 15 die Strecke, bis sie durch die Linie 11 ausgetauscht wurde. Sie endete jedoch seit den 1950er Jahren an der Landesgrenze. Eine erneute Verlängerung zum Bahnhof Saint-Louis wurde mehrmals in Betracht gezogen, jedoch wegen der Notwendigkeit der Anhebung einer Eisenbahnbrücke zurückgestellt. Die Baumassnahme wurde erst ab 2015 realisiert.

#### Schützenhaus – Johanniterbrücke – Badischer Bahnhof
1900 wurde die Tramstrecke über die Johanniterbrücke eröffnet, welche eine Verbindung zwischen den Strecken nach St. Ludwig und Kleinhüningen herstellte. Auf beiden Seiten wurde in den nächsten Jahren der innere Ring ausgebaut: Im Süden an den Spitälern vorbei durch die Schützenmattstrasse zum Schützenhaus, wo eine Verbindung zum äusseren Ring und der Strecke ins Neubad geschaffen wurde. Im Norden führte die Strecke via Erlenmatt zur Schönaustrasse und entlang dieser zum neuen Badischen Bahnhof.
1966 wurde der Betrieb auf der gesamten Strecke vollständig auf Busbetrieb umgestellt. 2014 wurde eine Initiative, welche den Wiederaufbau eines Teilstückes der ehemaligen Strecke, die Verbindung zwischen dem Badischen Bahnhof und dem Riehenring, die sogenannte Tramstecke Erlenmatt, verlangte, vom Stimmvolk verworfen; jedoch ist der Wiederaufbau noch immer in Diskussion.

#### Aeschenplatz – Güterstrasse – Bahnhof SBB
Die sechste Linie brachte das Tram in das Gundeldingerquartier südlich des Centralbahnhofs. Beginnend am Aeschenplatz führte die Strecke in die St. Jakobsstrasse, bis zum Denkmal der Schlacht um St. Jakob, und bog dort in einer leichten Rechtskurve in die Münchensteinerstrasse ein. Dieser folgend wurde das Gleisfeld der Schweizerischen Centralbahn via Münchensteinerbrücke überquert und das Gundeli erreicht. Durch die Thiersteinerallee führte die Strecke in einer Rechtskurve zum Tellplatz und in die Güterstrasse, an deren Ende sich südlich des Centralbahnhofs die erste Endstation befand. Später wurde die Strecke ausgebaut, sie führte nach einer Rechtskurve über die Margarethenbrücke und einer weiteren Rechtskurve bei der Markthalle zum Bahnhof SBB.
Die ehemalige Linie 5 befuhr die gesamte Strecke zwischen St. Ludwig und der Güterstrasse. Heute wird die Teilstrecke ab dem Aeschenplatz von den Linien E11 und 15 befahren, bevor die BLT-Linien 10 und 11 vom Bahnhof her kommend einmünden und alle Linien die Münchensteinerbrücke queren. Nach der Brücke befahren wiederum die Linien E11 und 15 die Strecke alleine bis zur Thiersteineralle, wo sich die Bruderholz-Linien 15 und 16 abtauschen. Der Abschnitt Güterstrasse wird von den Linien E11 und 16 befahren. Danach stösst die Linie 2 hinzu, und alle drei Linien überqueren die Margarethenbrücke. Die Linien E11 und 16 befahren die innere Margarethenstrasse hinunter zur Heuwaage, während die Linie 2 rechts abbiegt und gemeinsam mit den Linien 1 und 8 zum Bahnhof SBB fährt.

#### Austrasse – Wielandplatz
An der Strecke Heuwaage – Morgartenring zweigte bei der Austrasse zweimal in der Geschichte des Basler Trams eine Geisterstrecke ab. Beide Male wurde als Provisorium eine Doppelspur durch die Schützenmattstrasse und den Weiherweg mit Endhaltestelle auf dem Wielandplatz errichtet. Von Mitte Mai bis Mitte Oktober 1901 wurde auf der äusseren Schützenmatte die nationale Gewerbeausstellung durchgeführt. Vom 5. bis 9. Juli 1912 fand das 56. Eidgenössische Turnfest auf der Schützenmatte statt, an welchem 15'000 Turner und 10'000 Besucher anwesend waren. Nach beiden Anlässen sind die Gleise wieder abgebaut worden.

#### Münchensteinerbrücke – Dreispitz – Dornach
1902 wurde eine nächste Teilstrecke eröffnet. Sie führte von der Münchensteinerbrücke abzweigend zum Dreispitz, von dort aus entlang der Jurabahn über die Kantonsgrenze durch das Gebiet Neuewelt nach Münchenstein. Dabei waren mehrere Kunstbauten nötig, denn die Strecke kreuzte sich zwei Mal mit der Jurabahn und überquerte die Birs. Von Münchenstein führte die Linie weiter in das höher gelegene Dorf Arlesheim und von dort schliesslich hinunter zum Bahnhof Dornach im Kanton Solothurn. Nach dem Bahnhof führte die Linie zur Dornachbrugg im Dorfzentrum, wo die Linie ihren Endhalt hatte.
Die gesamte Strecke der Vorortsbahn von Dornach bis zur Münchensteinerbrücke und von dort zum Aeschenplatz wurde von der Birseckbahn befahren. Später wurde der kurze Abschnitt zwischen dem Bahnhof Dornach und Dornachbrugg aufgehoben.
Heute befahren die Linien 10, 11 und E11 der BLT die Strecke von der Münchensteinerbrücke bis zum Dreispitz, wo ein neues Tramdepot errichtet wurde. Unmittelbar danach zweigen die Linien 11 und E11 ab, während die Linie 10 die gesamte Strecke zwischen der Abzweigung beim Dreispitz und Dornach bedient.

#### Margarethenbrücke – Brausebad – St. Johann
1903 und 1904 wurde eine Strecke zwischen dem Bahnhof SBB und dem Lysbüchel erbaut, welche als äusserer Ring angelegt wurde und die Quartiere Bachletten, Gotthelf, Iselin, Am Ring und das westliche St. Johann an das Netz anband.
Sie führte an der Markthalle nach Westen über das Steinenviadukt dem Steinenring entlang zum Schützenhaus und weiter zum Brausebad, wo die Strecke die Allschwiler Linie kreuzte. Von dort führte die Linie weiter zum Burgfelderplatz und kreuzte sich an diesem Punkt mit der Strecke zur Burgfelden Grenze. Die Linie führte weiter zum Kannenfeldplatz und dem Bahnhof St. Johann. Schlussendlich mündete die Strecke südlich im Lysbüchel in die Strecke zur Landesgrenze bei St-Louis ein. 1935 wurde die Streckenführung verlegt, neu führte sie nach dem Bahnhof St. Johann durch die Voltastrasse zum Voltaplatz. 1963 gab es wiederum eine Änderung, der Abschnitt Kannenfeldplatz – Voltaplatz wurde in die Gasstrasse verlegt und der St. Johann-Bahnhof somit nicht mehr bedient. Die bis dato letzte Änderung erfolgte 2009, mit der Rückverlegung des Abschnitts zum Zustand von 1935 und damit mit der erneuten Anbindung des Bahnhofs St. Johann.
Der Abschnitt von der Markthalle zum Schützenhaus wird heute von den Linien 1 und 8 befahren, dort zweigt die Linie 8 in Richtung Neubad ab. Die Linie 1 befährt die gesamte Strecke bis zum Bahnhof St. Johann alleine. Der letzte Abschnitt bis zum Voltaplatz wird nebst der Linie 1 auch von der Einsatzlinie 21 befahren.

#### Morgartenring – Allschwil
1905 wurde die Strecke vom bisherigen Endpunkt Morgartenring über die Kantonsgrenze hinaus nach Allschwil verlängert. Die Strecke folgte dabei der Hauptstrasse entlang der Dorfkirche und der Ziegelei bis zum alten Dorfkern und wurde seit jeher von der Linie 6 befahren.
Es gab und gibt Überlegungen, ab der Ziegelei entlang dem Quartier Letten eine Verbindung zum nahe gelegenen Endpunkt der Linie 8 bei der Neuweilerstrasse zu bauen, womit die Linie 8 nach Allschwil Dorf verlängert werden könnte.

#### Münchensteinerstrasse – Ruchfeld – Aesch
Die Überlandstrecke nach Münchenstein, Reinach und Aesch wurde ab 1906 gebaut und bereits am 7. Dezember 1907 in Betrieb genommen. Von 1926 an wurde die Strecke kontinuierlich auf Doppelspur ausgebaut, kurioserweise entfiel der letzte Einspurabschnitt jedoch erst im Jahre 2000 durch den Ersatz mit einer Gleisverschlingung.
Seit jeher wurde die Strecke von der Trambahn Basel-Aesch als Linie 11 bedient und mündete beim Ruchfeld in die Bahnstrecke Basel–Dornach. Die Vorortsbahn endete auf Basler Boden ebenfalls am Aeschenplatz. Mit der Gründung der BLT ging die Linie 11 automatisch an das Transportunternehmen über. Zusätzlich bedient die Einsatzlinie E11 in den Spitzenzeiten werktags den Abschnitt bis Reinach Süd.

#### Alter Badischer Bahnhof – Riehen Dorf
1908 wurde nach Kleinhüningen mit Riehen die zweite baselstädtische Gemeinde, nebst Basel selbst, mit der Strassenbahn erschlossen. Die ursprüngliche Strecke führte dabei vom alten Badischen Bahnhof über den Riehenring durch die Iststeinerstrasse zur Schwarzwaldallee. Von dort aus folgte sie entlang dem Eglisee, der langen Erlen, dem Bäumlihof und der Habermatten ins Dorfzentrum von Riehen. 1913 wurde der Abschnitt Iststeinerstrasse mit der Inbetriebnahme des neuen Badischen Bahnhofs aufgehoben und in die Rosentalstrasse verlegt.
Früher verkehrte die Linie 7 nach Riehen, heutzutage wird die Strecke von der Linie 6 befahren. In der Hauptverkehrszeit verkehren wenige Kurse der Linie 2 ebenfalls nach Riehen Dorf, regulär wendet die Linie 2 bereits in Basel beim Eglisee.

#### Lysbüchel – Hüningen
Ab 1910 zweigte beim Lysbüchel, kurz vor der Landesgrenze bei St. Ludwig, eine Stichstrecke ab, kreuzte die Gleise der Werkbahn der Chemiefabrik Sandoz, und führte über die Grenze nach Hüningen ins Deutsche Reich. Dort endete die Strecke am Bahnhof. Nach dem Ersten Weltkrieg ging Hüningen an Frankreich über, das Dorf wurde neu Huningue genannt.
Die Strecke wurde 1961 eingestellt und abgebrochen, heute verkehrt eine Autobuslinie der elsässischen Distribus auf der ehemaligen Route.

#### Riehen Dorf – Riehen Grenze – Lörrach
1914 wurde die Linie vom Dorfkern an die Landesgrenze verlängert. Die Verlegung der Gleise in die deutsche Grenzgemeinde Lörrach konnte trotz vollendeter Planung wegen des Ersten Weltkriegs erst im Jahr 1919 realisiert werden.
Die Verlängerung führte von der Dorfkirche Riehen entlang der Weilstrasse und Lörracherstrasse zur Landesgrenze. Über die Haltestellen Stetten Grenze – Stetten – Imbachstraße – Baumgartnerstraße – Marktplatz wurde die Endhaltestelle Lörrach (Bahnhof) erreicht. Während des Zweiten Weltkriegs war der grenzüberschreitende Betrieb eingestellt. 1967 wurde der Trambetrieb in Lörrach auf Busbetrieb umgestellt.
Die Strecke bis Lörrach wurde von Beginn weg von der Linie 6 befahren. Dies ist auf der existierenden Strecke auf Schweizer Seite noch heute der Fall.

#### Thiersteinerallee – Jakobsberg – Bruderholz
1915 erhielt der Basler Hausberg und damit das Quartier Bruderholz seine erste Tramlinie. Diese führte durch die Thiersteineralle an der Heiliggeistkirche vorbei, bog links in die Gundeldingerstrasse ein und führte beim Leimgrubenweg steil in Richtung Jakobsberg. Von dort aus wand sich die Strecke in einer engen und steilen S-Kurve hoch zum Bruderholz.
Die Strecke wurde von Beginn an von der Linie 15 befahren, die Linien wechselten aber im Verlaufe der Jahre mehrfach. Mit der Inbetriebnahme der zweiten Bruderholzstrecke wurde ein Ring geschlossen, weshalb auf dem Bruderholz als Besonderheit keine Wendeschlaufe existiert.
Heutzutage wird die Teilstrecke von der Linie 16 befahren, welche dann auf dem Bruderholz zur Linie 15 wird und die westliche Teilstrecke hinunterfährt. Umgekehrt wird die Linie 15 auf dem Bruderholz zur Linie 16. Einen solchen Linienwechsel gibt es auf dem gesamten Netz nur noch ein weiteres Mal auf der Dreirosenbrücke, wo sich die Linien 1 und 14 abtauschen.

#### Aeschenplatz – St. Jakob – Muttenz – Pratteln
1916 wurde das Gebiet St. Jakob erschlossen. Die Strecke zweigte bei der Hardstrasse nördlich vom Aeschenplatz rechts ab und führte via Sevogelplatz und dem Zeughaus hinunter zum St. Jakob, wo sich heute weiträumige Sportanlagen befinden, darunter auch das Heimstadion des FC Basel, der St. Jakob-Park. 1921 wurde die Strecke nach Muttenz verlängert, ein Jahr später bis nach Pratteln.
Es existierten von Beginn an Ausbaupläne, welche eine Verlängerung der Linie bis in den Kantonshauptort Liestal und gar bis nach Sissach vorsahen, jedoch allesamt verworfen wurden.
Die Strecke wurde ab ihrer Gründungszeit von der BUeb befahren, wechselte mit der Entstehung der BLT betrieblich zur BVB. Anfangs bediente die Linie 12 die Strecke bis St. Jakob. Später befuhr ein Unikum auf der verlängerten Strecke nach Muttenz und Pratteln die Teilstrecke; die Linie 12/14/22. Diese nutzte je nach Endpunkt eine unterschiedliche Liniennummer.
Heute wird die gesamte Strecke von der Linie 14 befahren, der Abschnitt auf dem Gebiet des Kantons Baselland im Auftrag der BLT. Es gab Überlegungen, die Linie 14 betrieblich an die BLT zu übergeben, diese wurden jedoch bislang nicht realisiert.

### Erweiterungen nach dem Ersten Weltkrieg (1918–1934)

#### Schützenhaus – Neubad – Neuweilerstrasse
1919 wurde eine Teilstrecke eröffnet, welche das Neubadquartier in Basel erschloss. Diese Strecke zweigte beim Schützenhaus nach links ab und folgte der Schützenmatte bis ins Neubad. 1926 folgte die Verlängerung zum heutigen Endpunkt Neuweilerstrasse.
Ab der Eröffnung wurde die Teilstrecke von der Linie 18 befahren, heute verkehrt dort die Linie 8.
Eine Verlängerung ins Quartier Letten in Allschwil ist im Rahmen des Tramnetzes 2020 geplant, eine Verlängerung in den Dorfkern von Allschwil existiert als Teil von Überlegungen ebenfalls.

#### Missionsstrasse – Burgfelden Grenze
Nachdem bereits 1906 die Strecke von der Missionsstrasse bis zum Kannenfeldpark, damals noch ein Friedhof, verlängert wurde, baute man 1930 die Strecke weiter bis in die Nähe der Landesgrenze. Die Linie 3 übernahm diese Teilstrecke in vollem Umfang und befährt diese noch heute unverändert.
Die Verlängerung der Strecke vom Endhalt Burgfelden Grenze weiter zum Bahnhof St-Louis in Frankreich wurde in den Jahren 2015 bis 2017 errichtet und per Dezember in Betrieb genommen. Somit erhalten die Gebiete Burgfelderhof in Basel und das Quartier Bourgfelden einen Anschluss ans Basler Tramnetz.

#### Bruderholz – Wolfsschlucht – Tellplatz
Die Ringstrecke über das Bruderholz wurde 1930 mit dem Bau der westlichen Strecke vollendet. Sie führte vom Bruderholz durch die Wolfsschlucht in relativ engen Kurven hinunter zur Bruderholzstrasse im Gundeldingerquartier und von dort geradeaus zum Tellplatz.
Die Strecke wird heute von der Linie 15 bedient, früher verkehrten dort die Linien 16 und 26.

#### St. Johann – Dreirosenbrücke – Mustermesse
Mit dem 1934 erfolgten Bau der Dreirosenbrücke wurde eine Verbindung zwischen dem Quartier St. Johann und dem Badischen Bahnhof geschaffen, welche schon Jahre vor dem Bau der Brücke geplant war. Ab dem Voltaplatz führte die Strecke über die neue Brücke, kreuzte die Linie nach Kleinhüningen und führte durch die Brombacherstrasse. Nach einer Rechtskurve führte die Strecke auf dem Riehenring zum alten Badischen Bahnhof, dem heutigen Messeplatz. Damit wurde das letzte Teilstück auf dem äusseren Ring geschlossen.
Heute wird die Strecke von der Linie 1/14 und der Einsatzlinie 21 auf dem gesamten Abschnitt befahren.

#### Margarethen – Binningen
1934 wurde das Dorenbachviadukt eingeweiht. Eine neue Tramstrecke führte von der Margarethen rechts auf den Viadukt, überquerte diesen und bog danach links nach Binningen ein, wo die Strecke durch die Hauptstrasse zum Kronenplatz führte und ihren Endhalt fand.
Früher lag die Wendeschlaufe in einem Strassenkreisel, was besonders in verkehrsreichen Zeiten zu Problemen führte. 2008 wurde die Schlaufe nach Osten versetzt, um die Verkehrsführung auf dem Kronenplatz zu vereinfachen. Die Strecke wurde früher von der Linie 7 bedient, heute verkehrt die Linie 2.

### Tunnelpläne in der Innenstadt, Umstellung auf Autobus, Einstellung der Auslandstrecken (1934–1984)
Nach 1934 erfuhr das Basler Tramnetz keine grösseren Erweiterungen mehr. Die grenzüberschreitenden Linien nach Saint-Louis (1957), Huningue (1961) und Lörrach (1967) wurden aufgehoben und auf Autobusbetrieb umgestellt. Dasselbe Schicksal erfuhr die Strecke über die Johanniterbrücke im Jahr 1966, zwei Jahre später erfolgte dort die Umstellung von Auto- auf Trolleybus. Bereits in den 1950er Jahren existierten Pläne für eine Umwandlung des Astes Barfüsserplatz – Burgfelden Grenze in Busbetrieb. Diese wurden jedoch nie realisiert.
Im Rahmen des Gesamtverkehrsplans für die Stadt Basel war es angedacht, gewisse Streckenabschnitte als Tiefbahn unter die Erde zu verlegen.
Das Tiefbahnnetz hätte in seiner vollständigen Ausführung ein ungefähres Dreieck gebildet, mit diversen Aussenästen. So wäre der Ring Barfüsserplatz – Schifflände – Claraplatz – Messeplatz – Wettsteinplatz – Aeschenplatz – Barfüsserplatz komplett unterirdisch verlaufen, mit Ausnahme des Abschnitts über die Wettsteinbrücke selbst. Nach aussen wären (im Uhrzeigersinn) die Strecken Barfüsserplatz – Musik-Akademie, Schifflände – St. Johanns-Tor, Claraplatz – Kaserne, Messeplatz – Hirzbrunnen, Aeschenplatz – Hardstrasse / Denkmal / Aeschengraben und Theater – Heuwaage in Tunneln verlaufen, mit Rampen am Ende der jeweiligen Äste. Komplett eingestellt worden wäre der heute noch bestehende Abschnitt Brombacherstrasse – Messeplatz.
1963 kam es zu einer Streckenverlegung, der Abschnitt zwischen Kannenfeld- und Voltaplatz wurde in die Gasstrasse verlegt und führte somit nicht mehr unmittelbar am Bahnhof St. Johann vorbei. Diese Linienführung wurde 2009 in den alten Zustand versetzt, die Gleise wiederum aus der Gasstrasse entfernt.

### Integration der BTB und erneuter Ausbau ins Ausland (seit 1984)

#### Heuwaage – Rodersdorf
Eine grössere Neuerung fand 1984 statt, als die BLT-Bahnstrecke nach Rodersdorf – die bereits seit 1974 als Linie 17 bezeichnet wurde – an das Stadtnetz angebunden wurde. Hierzu wurde an der Heuwaage eine Verbindung zum Tramnetz gebaut. Neue Verbindungsbögen beim Theater ermöglichen seither ausserdem einen durchgehenden Trambetrieb zwischen der Rodersdorfer und der Dornacher Strecke. Dadurch entstand die neue Durchmesserlinie 10. Die Linie 17 verkehrt heute als Einsatzlinie zwischen Wiesenplatz und Ettingen ebenfalls über ihre ehemalige Stammstrecke hinaus. Der Bahnhof Leymen befindet sich dabei in Frankreich, so dass das Ausland wieder vom städtischen Netz aus erreicht wurde.

#### Bahnhof SBB – Peter Merian – Münchensteinerbrücke
2001 wurde erstmals seit rund 65 Jahren eine neue Tramstrecke in Basel eröffnet. Mit der Umgestaltung des Centralbahnplatzes sollten auch die Vorortslinien aus dem Birsigtal und dem Birseck, die Linien 10 und 11 der BLT, über den Bahnhof führen.
Dazu wurde eine neue Strecke gebaut, welche beim Centralbahnplatz nach Südosten abzweigt, durch die Centralbahnstrasse führt und dann auf eigenem Trasse am Rande der Gleishalle und der Osteinfahrt des Bahnhofs auf einem Viadukt zur Münchensteinerbrücke führt. Auf dem Viadukt wurde eine neue Haltestelle Peter Merian errichtet, welche direkten Anschluss an die neu errichteten Häuser Peter Merian und Jacob Burckhardt bietet, in denen sich unter anderem die juristische Fakultät der Universität Basel und ein Teil der Fachhochschule Nordwestschweiz befinden.

#### Kleinhüningen – Weil am Rhein

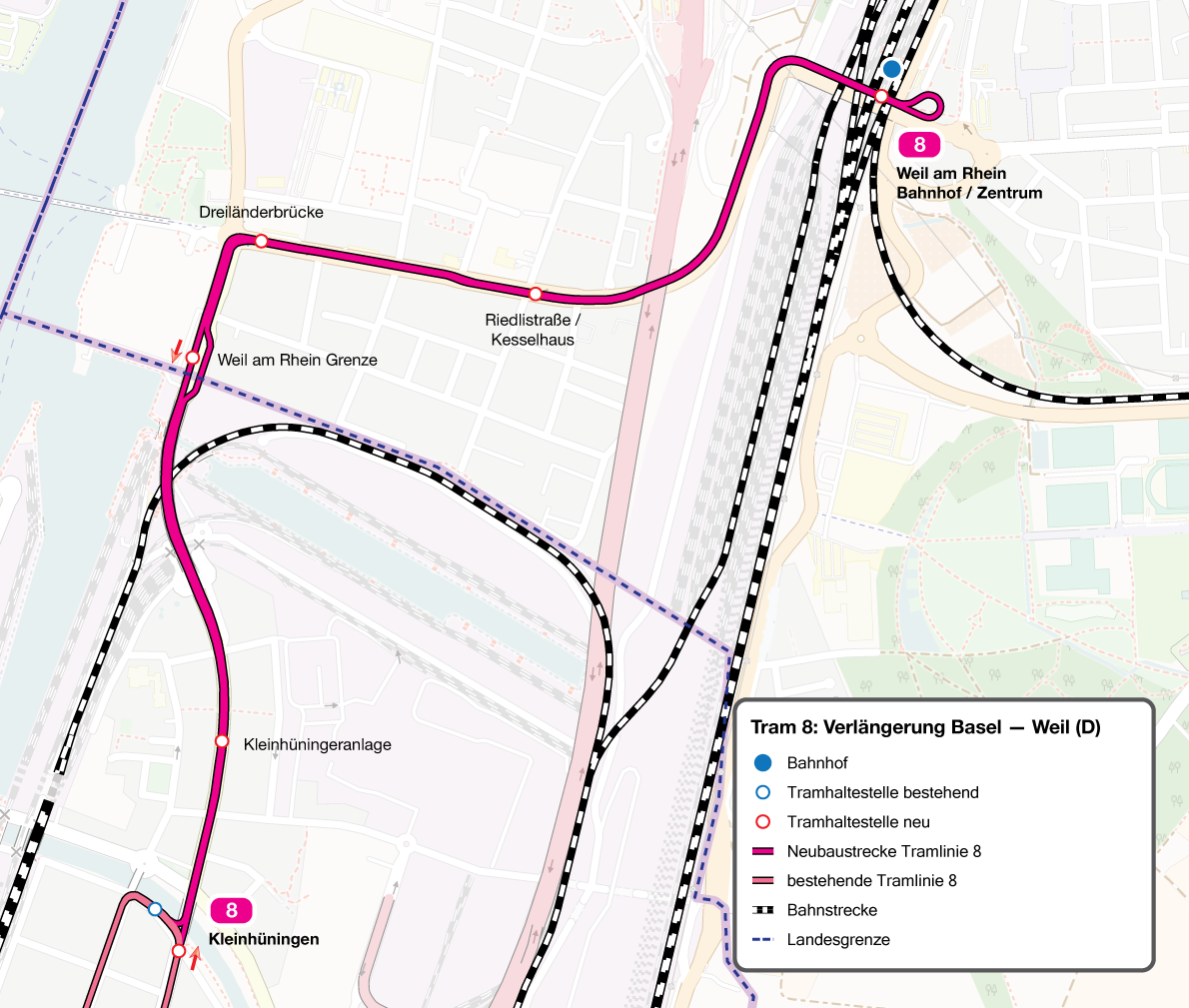
Verlängerung der Tramlinie 8 ins deutsche Weil am Rhein.

Von Ende 2008 bis Mitte 2014 erfolgte mit der Verlängerung der Linie 8 bis Weil am Rhein der erste Bau einer grenzüberschreitenden Tramstrecke in Europa nach dem Zweiten Weltkrieg. Die Kosten beliefen sich inklusive zwei neu gebauter Brücken auf 104 Millionen Franken. Anfang 2008 einigten sich die Finanzierungspartner darauf, dass 77 % der Kosten vom Schweizer Staat und vom Kanton Basel-Stadt übernommen werden. Der Rest wurde unter anderem von den Basler Verkehrs-Betrieben (BVB), dem Bundesland Baden-Württemberg und der Stadt Weil am Rhein getragen.
Die Strecke führt aus der Gärtnerstrasse geradeaus über die Gärtnerstrassenbrücke und die Kleinhüningeranlage, überquert auf drei weiteren neu gebauten Brücken das Hafenareal, den Hafenkanal des Hafenbeckens 2 und erreicht schliesslich am Grenzübergang Basel/Weil-Friedlingen die Grenze zwischen Deutschland und der Schweiz. Dort befindet sich die nur in Richtung Basel bediente Haltestelle Weil am Rhein Grenze. Rechtlich gelten die Trams bereits als in die Schweiz eingereist, wenn sich die erste Tür auf schweizerischem Territorium befindet. Dies ermöglicht Zollkontrollen, obwohl der restliche Fahrzeugteil noch auf deutschem Boden steht.
Auf deutscher Seite führt die Strecke entlang der Zollstraße am Rhein Center vorbei und biegt daraufhin in einer Rechtskurve in die Hauptstraße ein. Nach der Querung des Stadtteils Friedlingen überquert die Strecke das Gleisfeld der Rheintalbahn und endet schliesslich nach der Haltestelle Weil am Rhein Bahnhof/Zentrum in einer Wendeschleife beim Bahnhof Weil (Rhein).
Der deutsche Abschnitt wird nach der Straßenbahn-Bau- und Betriebsordnung (BOStrab) betrieben. Dies erforderte unter anderem die Nachrüstung der Fahrzeuge mit Bremslichtern und Warnblinkern sowie die Bestellung eines eigenen Betriebsleiters. Ein weiterer Unterschied zum Schweizer Netz liegt im fehlenden Vorrang, was die Sicherung mit Andreaskreuzen erfordert.
Die ersten Probefahrten fanden am 29. September 2014 statt. Die offizielle Einweihung erfolgte am 12. Dezember 2014, während der Planbetrieb zum Fahrplanwechsel am 14. Dezember 2014 aufgenommen wurde. Jeder zweite Kurs der Linie 8 wurde von Kleinhüningen bis nach Weil verlängert, sodass ein 15-Minuten-Takt bestand. In mehreren Schritten wurde im Jahr 2015 der Takt verdichtet: Bereits ab Januar 2015 führten die BVB den 7,5-Minuten-Takt an Samstagnachmittagen ein, zum offiziellen Fahrplanwechsel im Dezember 2015 auch von Montag bis Freitag nachmittags. Zum selben Zeitpunkt wurde an Abenden der generelle Viertelstundentakt eingeführt.
Der deutsche Schwerbehindertenfahrausweis ist von Weil bis Claraplatz gültig. Fahrscheine für staatenübergreifende Fahrten können in den jeweiligen Verkehrsverbünden erworben werden, welche sich allerdings in ihren Preisen unterscheiden.
Eine geplante Verlängerung der Strecke innerhalb von Weil am Rhein bis zum Läublinpark (und evtl. bis zum Vitra Campus) ist derzeit mangels Finanzen vorerst zurückgestellt, wird aber weiter verfolgt und soll in überschaubarer Zukunft realisiert werden.

#### Burgfelden Grenze – Saint-Louis

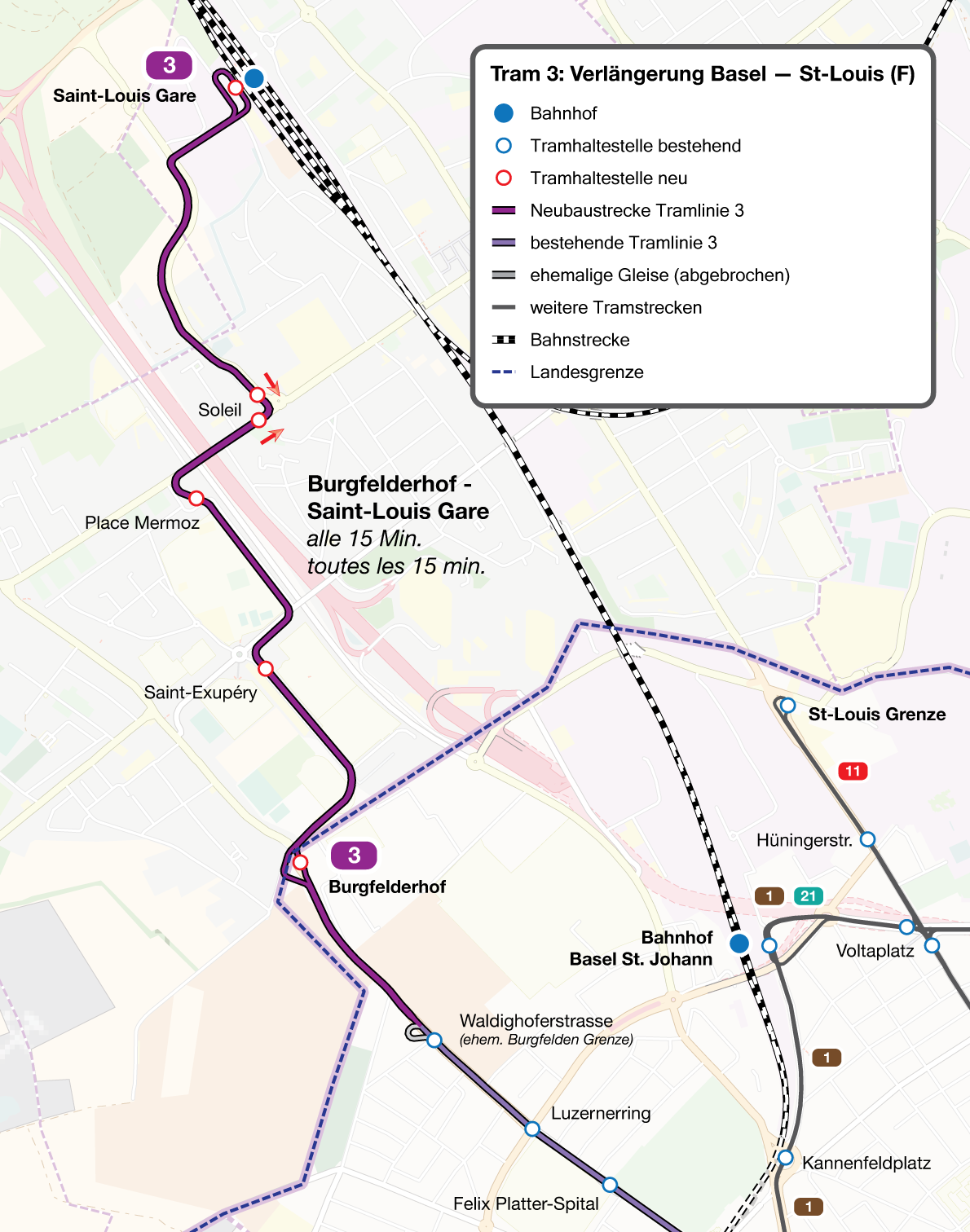
Verlängerung der Tramlinie 3 ins französische Saint-Louis.

Von 2015 bis 2017 entstand eine Verbindung mit Saint-Louis durch das Quartier Bourgfelden. Damit befährt die Linie 3 zum ersten Mal seit 1930 eine neue Strecke, erstmals seit 60 Jahren verkehren wieder Basler Trams in Frankreich (wenn man die BLT-Linie 10 über Leymen nicht mitzählt). Die ersten Bauarbeiten auf der französischen Seite begannen am 22. April 2015. Die neue Strecke führt durch Gebiete, die schlecht oder gar nicht mit dem öffentlichen Verkehrsmittel zu erreichen waren. Das Wiederherstellen der ehemaligen Linie 5, wie sie für rund 50 Jahre bestanden hatte, ist nicht geplant.
Am 10. September 2015 erteilte das Schweizer Bundesamt für Verkehr die Baubewilligung für den Abschnitt auf Schweizer Boden zwischen der heutigen Endhaltestelle Burgfelden Grenze und der Landesgrenze. Die Bauarbeiten am rund 500 Meter langen Schweizer Teilstück begannen wie geplant im Herbst 2015, mit dem Spatenstich am 23. November. Der Schweizer Abschnitt mit der neuen Wendeschlaufe an der Landesgrenze wurde am 31. Juli 2017 in Betrieb genommen. Am Samstag, 9. Dezember 2017, wurde der französische Teilabschnitt mit einer Feier eröffnet, einen Tag vor dem eigentlichen Fahrplanwechsel.
Die Neubaustrecke führt von der ehemaligen Endhaltestelle Burgfelden Grenze, heute Waldighoferstrasse genannt, zum Grenzübergang Burgfelderhof, wo eine neue Wendeschlaufe entstand. Die bisherige Wendemöglichkeit an der Haltestelle Burgfelden Grenze wurde zurückgebaut. In St-Louis entstanden vier neue Stationen, wobei diese durch jeden zweiten Kurs der Linie 3 bedient werden. So führt die Neubaustrecke unmittelbar nach der Grenze am Sportzentrum Pfaffenholz vorbei, erst am südlichen, dann östlichen Rand, und erreicht die erste neue Haltestelle auf französischem Boden Saint-Exupéry nahe dem örtlichen Schulzentrum und Schwimmbad. Via Rue du Dr. Marcel Hurst und der parallel zur Flughafenstrasse verlaufenden Rue Jean Mermoz führt die Linie weiter zum Place Mermoz mit einer gleichnamigen Haltestelle. Über die Avenue Genéral de Gaulle überquert die Linie 3 die Flughafenstrasse und erreicht an der Kreuzung zum Boulevard de l’Europe den Halt Soleil. Entlang des Boulevard de l’Europe führt die Linie 3 über noch unbebautes Gebiet, dem zukünftigen Quartier de Lys. Via Rue Alexandre Freund erreicht die Linie schliesslich den aktuellen Endhalt Gare de Saint-Louis auf der Westseite des gleichnamigen Bahnhofs, wo bis zum Frühling 2018 eine Park+Ride-Anlage erstellt wurde. Erste Gleise für die zukünftig geplante nördliche Weiterführung in Richtung EuroAirport sind bereits verlegt und führen am Parkhaus entlang.

## Wendeschlaufen
Auf dem Basler Tramnetz befinden sich 33 Wendeschlaufen, depotinterne Wendemöglichkeiten sind dabei nicht mitgezählt.
Im Regelbetrieb werden ausserhalb Basels die Schlaufen Aesch Dorf, Allschwil Dorf, Binningen Kronenplatz, Birsfelden Hard, Dornach Bahnhof, Ettingen, Flüh, Muttenz Wartenberg, Pratteln Dorf, Reinach Süd, Riehen Dorf, Riehen Grenze, Rodersdorf, Gare de Saint-Louis und Weil am Rhein Bahnhof/Zentrum genutzt. In Basel selbst sind dies Bahnhof SBB, Badischer Bahnhof, Bahnhof St. Johann, Burgfelderhof, Eglisee, Neuweilerstrasse, Schifflände, St-Louis Grenze und Wiesenplatz.
Keine Wendeschlaufe im eigentlichen Sinne bedient die Linie 8 in Kleinhüningen, sondern verkehrt im Gegenuhrzeigersinn via Ciba – Wiesenplatz – Kleinhüningen – Inselstrasse – Ciba. 2014 entstand an der neuen Endstation der Linie 8 die Schlaufe Weil am Rhein Bahnhof.
Die Linien E11 und 15 fahren je einen grösseren Rundkurs über mehrere Stationen in der Innenstadt in nur eine Fahrtrichtung. Die Linien 1/14 respektive 15/16 tauschen an den Endstationen Dreirosenbrücke respektive Bruderholz die Nummer ab, dort existiert jeweils keine Wendemöglichkeit.
Bedarfsschlaufen auf dem gesamten Netz finden sich in Arlesheim Dorf, Basel Aeschenplatz, Basel Heuwaage, Basel Jakobsberg, Basel Morgartenring, Basel MParc, Basel Schänzli (St. Jakob), Münchenstein Dorf und Reinach Surbaum.
Ehemalige Wendeschlaufen befanden sich in Basel an den Haltestellen Burgfelden Grenze, heute Waldighoferstrasse genannt, sowie auf dem Messeplatz die sogenannte Schlaufe Rosental. Ausserhalb der Stadt befand sich bei der Haltestelle Muttenz Dorf eine Wendeschlaufe, diese wurde 1997 aufgehoben und durch die auf offenem Feld liegende Schlaufe Wartenberg ersetzt.

## Planungen
Da das Tramnetz über viele Jahrzehnte keine grosse Veränderung mehr erfuhr, die Stadt und das Umland sich aber teils stark veränderten, sind Überlegungen für zahlreiche neue Tramprojekte zustande gekommen. Die Regierung des Kantons Basel-Stadt hatte eine Studie zur zukünftigen Netzgestaltung in Auftrag gegeben, welche unter dem Namen «Tramnetz 2020» veröffentlicht wurde und einige der seit längerem geforderten Ideen aufgreift. Ausserdem sind im Richtplan des Kantons Basel-Stadt weitere Projektideen aufgeführt.

### Netzoptimierungen
- Entlastung der Innenstadtachse: In der Innenstadt soll vor allem die stark befahrene Achse zwischen Bankenplatz (Station Bankverein), Barfüsserplatz, der Schifflände sowie dem Claraplatz durch Ergänzungen entlastet werden.
- Entflechtung zentraler Knoten: Der Tramknoten Bankenplatz soll entflochten werden, der Aeschenplatz soll zwecks höherer Sicherheit und Übersichtlichkeit neu gestaltet werden. Die Entflechtung an der Station Bankverein wird erreicht, indem sich die Linien in Richtung Steinenberg/Aeschengraben mit jenen in Richtung Elisabethenstrasse/Wettsteinbrücke strikt kreuzen. Abbiegende Linien, wie heute die Linie 15, soll es im Regelbetrieb nicht mehr geben.[38]

### Streckenverlegungen
- St. Johanns-Vorstadt: Die heutige Strecke in der St. Johanns-Vorstadt würde in die Spitalstrasse verlegt werden.[37]
- Austrasse: Um einen Tramknoten Schützenhaus bilden zu können, würde die Linie 6 ab der Haltestelle Schützenmattstrasse neu zum Schützenhaus geführt. Die Gleise in der Austrasse zwischen den Haltestellen Brausebad und Schützenmattstrasse würden entweder aufgehoben oder blieben als Dienstgleise erhalten.[37]

### Neubaustrecken in der Stadt
- Petersgraben: Die Strecke durch den Petersgraben würde zum einen eine Umleitungsmöglichkeit im Falle von Streckensperrungen darstellen, ausserdem könnte die Innenstadtachse durch die Umlegung einer oder mehrerer Linien dauerhaft entlastet werden. Die Neubaustrecke würde bei der Lyss abzweigen (Station Universität der Linie 3), an der Universität Basel vorbeiführen und beim Universitätsspital in die bestehende Strecke in der St. Johanns-Vorstadt (Station Universitätsspital der Linie 11) einmünden.[37]
- Claragraben: Ähnlich wie die Strecke im Petersgraben böte auch das Tram Claragraben sowohl Umleitungs- wie auch Entlastungsmöglichkeiten. Damit würden der Wettsteinplatz und Claraplatz direkt mittels Tram verbunden. Befahren würde die neue Strecke von der Linie 8, welche heute via Innenstadtachse verkehrt.[37]
- Tram 30: Im Februar 2020 bewilligte das Basler Parlament mehr Geld, um die Vorstudie für das «Tram 30» auszulösen. Dabei soll die stark genutzte Buslinie 30 schrittweise durch eine neue Tramverbindung ersetzt werden. Je nach Variante käme diese Neubaustrecke einer teilweisen oder kompletten «Wiederbelebung» der 1966 aufgehobenen Verbindung via Johanniterbrücke gleich. Als erstes wird der Abschnitt vom Bahnhof SBB zur Johanniterbrücke in Angriff genommen. Die Umwelt-, Verkehrs- und Energiekommission (UVEK) möchte dabei vom Bahnhof über das Heuwaage-Viadukt, über den Cityring und am Spalentor vorbei. Alternativ wird zumindest am Anfang die neue Strecke durch den Petersgraben mitgenutzt.[39] Zum weiteren Streckenverlauf ist noch weniger bekannt, aber eine Führung via Johanniterbrücke – Feldbergstrasse – Riehenring ist wahrscheinlich.
- St. Johann – Bachgraben:  Im Februar 2020 bewilligte das Basler Parlament auch mehr Geld, um die Vorstudie für die Tramanbindung Bachgraben auszulösen. Dabei handelt es sich um eine neue Tramstrecke vom Bahnhof St. Johann ins Allschwiler Bachgrabenquartier mit vielen Arbeitsplätzen. Die Tramstrecke nach St. Louis würde dabei voraussichtlich beim Felix-Platter-Spital gekreuzt und würde bei der heutigen Bushaltestelle Allschwil, Hagmattstrasse mit einer Wendeschlaufe enden. Eine Verbindung zur bestehenden Tramstrecke nach Allschwil Dorf oder der Verlängerung Neuweilerstrasse Gartenhof ist momentan noch nicht konkret geplant.[39][40]
- Grenzacherstrasse: Auf der anderen Seite des Wettsteinplatzes soll eine Neubaustrecke durch die Grenzacherstrasse zur Schwarzwaldstrasse und weiter zum Badischen Bahnhof führen. Damit erhielten das östliche Wettsteinquartier, Hoffmann-La Roche und das Tinguely-Museum einen Anschluss an das Tramnetz. Geplant sind vier neue Stationen, analog der heutigen Bushaltestellen: Rosengartenweg, Hoffmann-La Roche, Tinguely-Museum und Wettsteinallee.[41]
- Klybeck – Kleinhüningen: Eine weitere Neubaustrecke würde vom Riehenring aus, westlich am neuen Stadtareal Erlenmatt vorbei, zum Wiesenkreisel und via Klybeckareal nach Kleinhüningen führen.[42] Eine ursprüngliche Variante sah eine Linienführung ab Wiesenkreisel via Hochbergerstrasse und Stücki zum Hochbergerplatz in Kleinhüningen vor.[37]
- Kleinhüningen – Huningue (F): Als Fortführung der Strecke Klybeck-Kleinhüningen angedacht, würde diese neue Strecke ab Kleinhüningen via Hochbergerplatz zum Rheinhafen und von dort via eine neu zu errichtende Rheinbrücke ins französische Huningue führen.[43]
- Rheininsel: Der Klybeckstrasse folgend würde diese Linie via Uferstrasse bis hin zum Dreiländereck führen.[43]
- Leimgrubenweg: Wie bei den Projekten Tram Claragraben und Tram Petersgraben würden auch hier zwei bestehende Strecken durch eine kurze Neubaustrecke verbunden. Geplant ist ein Abzweig aus der Gundeldingerstrasse (Haltestelle Leimgrubenweg der Linie 16) via Leimgrubenweg zur Haltestelle Dreispitz (S-Bahn, Tramlinien 10, 11, E11).[37]
- Dreispitz – St. Jakob: Dieses Projekt wäre in zwei Varianten ausführbar; als direkte Weiterführung des Tramprojekts Leimgrubenweg via Walkeweg zum St. Jakob oder via Brüglingerstrasse, wobei die neue Strecke dann wenige Meter nach der Haltestelle Dreispitz abzweigen würde.[37]

### Grenzgebiet und Agglomeration
- Linie 8-Süd: Neuweilerstrasse – Gartenhof (– Bachgraben): 
Die Linie 8 wird ins Allschwiler Neubauquartier Letten bis zum Schulhaus Gartenhof verlängert. Die Verlängerung wird mit einer Neugestaltung der Binningerstrasse verbunden, und die etwas über einen Kilometer lange Erweiterung sollte bis 2030 fertiggestellt sein. Später wäre eine Weiterführung in Richtung Allschwil Dorf oder Gewerbegebiet Bachgraben möglich.[44]
- Linie 3-Nord: St-Louis – Technoport (– EuroAirport) (F)
Die Linie 3 soll von ihrem seit 2017 neuen Endpunkt St-Louis Bahnhof (F) via Neubaugebiet Technoport hin zum EuroAirport verlängert werden. In einer ersten Etappe wäre die Linie 3 bis 2021 um eine Station verlängert, danach in der zweiten Etappe je nach Variante um zwei bis drei Stationen hin ins Gebiet Technoport respektive an den EuroAirport.[45]
- Linie 8-Nord: Weil am Rhein Bahnhof/Zentrum – Läublinpark (– Vitra Campus) (D)
Eine Verlängerung der Linie 8 vom Bahnhof Weil am Rhein zur Stadtmitte wurde im März 2021 vom Weiler Stadtparlament beschlossen. Geplant ist eine Weiterführung bis zum Läublinpark, später könnte auch das Vitra Campus erschlossen werden.[46]
- Linie 11-Nord: St-Louis Grenze – St-Louis Gare Est (F)
Die Verlängerung der Linie 11 (frühere Linie 15) von der jetzigen Endstation St-Louis Grenze zum Bahnhof St-Louis (Ostseite) wurde zurückgestellt, da dazu in St-Louis eine Eisenbahnbrücke angehoben werden müsste.
- Linie 11-Nord: St-Louis Grenze – Huningue (F):
Als Alternative soll die Tramlinie 11 nach Huningue verlängert werden – ähnlich der ehemaligen Linie 25.[47]
- Huningue (F) – St-Louis Gare Est (F):
Als Fortsetzung der Strecke Kleinhüningen – Huningue, via neu zu errichtende Rheinbrücke, geplant, würde diese Linie von Huningue weiter via Rue de Huningue in den Kern von Saint-Louis und von dort zum Bahnhof führen.[43]
- Linie 6-Ost: Riehen Grenze – Lörrach (D):
Im Jahr 2018 wurde von der Stadt Lörrach eine Machbarkeitsstudie beschlossen, welche die Verlängerung der Linie 6 von Riehen Grenze ins Lörracher Stadtzentrum erörtern soll.[48] Diese Studie wurde, nach breiter Zustimmung des Gemeinderats, im Juli 2021 an ein Münchner Planungsbüro in Auftrag gegeben.[49] Damit würde die 1967 stillgelegte Lörracher Strassenbahn wieder reaktiviert. Die neue Gleisführung würde westlich der Innenstadt auf der ehemaligen 5,5 km langen Güterbahn in Richtung Grütt verlaufen, die 1998 stillgelegt wurde.[50] Durch die Reaktivierung der freigehaltenen Trasse könnten zahlreiche Quartiere und öffentliche Einrichtungen, wie z. B. das Parkschwimmbad, das Grütt, die Messe und auch der geplante Neubau des Kreiskrankenhauses für den schienengebundenen öffentlichen Nahverkehr neu erschlossen werden.[51][52] Sogenannte Mobilitätsdrehscheiben könnten am Bahnhof Lörrach-Stetten oder am Haltepunkt Lörrach-Haagen/Messe Tram, Bus und S-Bahn verknüpfen und somit zu einer Entlastung der bisherigen Verkehrswege führen.[53]
- Margarethenstich:
Zwischen der Haltestelle Binningen, Dorenbach und Basel, Margarethen sollte eine neue Verbindung gebaut werden, um eine direkte Verbindung zwischen dem Leimental und dem Bahnhof herzustellen.[54] Die Stimmbevölkerung des Kantons Basel-Landschaft lehnte am 24. September 2017 einen Realisierungskredit ab.[55] Vom Tisch ist die Verbindung damit aber nicht endgültig.[56]
- Linie 14-Ost: Pratteln – Salina Raurica – Augst:
Die Linie 14 sollte von ihrem jetzigen Endpunkt Pratteln via Industriequartier Grüssen und das Neubauquartier Salina Raurica nach Augst verlängert werden.[57][37] Die Stimmbevölkerung des Kantons Basel-Landschaft lehnte am 13. Juni 2021 einen Projektierungskredit und den vorgezogenen Landerwerb ab.[58]

### Geplante Teilstrecken
| Von                     | Nach                    | via                                                                          | geplant                   |
| ----------------------- | ----------------------- | ---------------------------------------------------------------------------- | ------------------------- |
| Badischer Bahnhof       | Kleinhüningen           | Klybeckareal                                                                 | ca. 2026                  |
| Wettsteinplatz          | Claraplatz              | Claragraben                                                                  | offen                     |
| Badischer Bahnhof       | Wettsteinplatz          | Schwarzwaldstrasse – Tinguely-Museum – Roche – Grenzacherstrasse             | offen                     |
| Riehenring              | Bahnhof SBB             | Heuwaageviadukt – Petersgraben / Schützenhaus – Spalentor – Johanniterbrücke | offen                     |
| Universität             | Universitätsspital      | Petersgraben                                                                 | Idee                      |
| Neuweilerstrasse        | Allschwil Letten        |                                                                              | ca. 2028                  |
| Kleinhüningen           | St-Louis Gare Est (F)   | Rheinhafen – Huningue (F) – Rue de Huningue (F)                              | Idee                      |
| St-Louis Grenze         | Huningue (F)            | Avenue de Bâle (F)                                                           | Idee                      |
| St-Louis Gare Ouest (F) | EuroAirport             | Technoport                                                                   | Idee                      |
| Ciba                    | Dreiländereck           | Uferstrasse – Rheinhafen                                                     | Idee                      |
| Jakobsberg              | St. Jakob               | Leimgrubenweg – Dreispitz – Bahnhof Dreispitz                                | Idee                      |
| Universitätsspital      | Voltaplatz              | Spitalstrasse – Kinderspital UKBB                                            | Idee                      |
| Pratteln                | Augst                   | Grüssen – Salina Raurica                                                     | Bis auf Weiteres gestoppt |
| Riehen Grenze           | Lörrach Zentralklinikum | Lörrach Stetten – Lörrach – Lörrach-Haagen – Lörrach-Hauingen                | Idee                      |

## Verworfene Planungen

### Planungen bis zum Ersten Weltkrieg
Das Basler Strassenbahn-Netz hätte durch verschiedene Pläne weiter ausgebaut werden sollen. 1894 wurde die Idee einer meterspurigen Eisenbahnstrecke von Riehen über Bettingen auf die Chrischona geboren, die sogenannte Chrischonabahn. 1913 entstanden Pläne für den Bau der Strecke Wettsteinplatz – Hörnli – Grenzach. In Hüningen hätte die dort endende Strecke weiter nach Neudorf (heute Village-Neuf) verlängert werden sollen. Im Netzentwurf von 1913 ist eine Strecke auf dem äussersten Ring zwischen Dorenbach und dem Kannenfeldplatz eingezeichnet, ebenso eine Verbindung zwischen der Lyss (heute Universität) und der Gerbergasse, für welche eine neue Strasse in der Altstadt hätte gebaut werden müssen.

### Neuzeit
- Tramstrecke Baleo: Von 2006 bis 2009 geplant, wäre die Neubaustrecke bei der Münchensteinerbrücke abgezweigt und hätte entlang der Grosspeterstrasse, am Güterbahnhof Wolf vorbei, zur St. Jakobs-Strasse geführt. Etwas südlich der Haltestelle Zeughaus hätte die Neubaustrecke an die Strecke Hardstrasse – St. Jakob – Pratteln angeschlossen. Das Projekt wurde mangels Fahrgastpotenzial nicht weiterverfolgt.
- Tram Erlenmatt: Die Neubaustrecke wäre beim Musical-Theater in die Erlenmattstrasse abgezweigt, hätte auf dieser zum neuen Stadtquartier Erlenmatt und weiter via Schwarzwaldallee zum Badischen Bahnhof geführt. Gegen den Bau wurde ein Referendum ergriffen, das Stimmvolk lehnte den Bau am 18. Mai 2014 knapp ab. Die Planungen wurden damit verworfen.
- Dreispitz–Broadway: Eine Stichstrecke sollte vom Leimgrubenweg aus über eine neue Hauptachse («Broadway») durch das Dreispitzareal führen und in Münchenstein bei der Motorfahrzeug-Prüfstation enden.[65]
- Margarethenstich: Die Tramlinie 17 sollte beim Dorenbach abzweigen, zur Margarethen und von dort weiter in Richtung Bahnhof SBB geführt werden.[54] Die Stimmbevölkerung des Kantons Basel-Landschaft lehnte am 24. September 2017 einen Realisierungskredit ab.[55] Die weitere Planung wurde deshalb vorerst gestoppt. Im Januar 2021 gaben die Kantonsregierungen der beiden Basel bekannt, das Projekt weiterhin zu verfolgen.[66]
- Pratteln – Salina Raurica – Augst: Die Linie 14 sollte von Pratteln über das Industriequartier Grüssen und das Neubauquartier Salina Raurica bis Augst verlängert werden.[57][37] Die Stimmbevölkerung des Kantons Basel-Landschaft lehnte am 13. Juni 2021 einen Projektierungskredit und den vorgezogenen Landerwerb ab.[58][67] Die Tramverlängerung ist allerdings weiterhin im rechtskräftigen kantonalen Richtplan und in den kommunalen Nutzungsplänen verankert. Das geplante Trassee wird bis auf Weiteres freigehalten.[68]

## Rollmaterial

### Basler Verkehrs-Betriebe

#### Motorwagen
| Bild | Typ      | Nummern   | Bezeichnung             | Anzahl | Hersteller | Baujahre  | Bemerkungen |
| ---- | -------- | --------- | ----------------------- | ------ | ---------- | --------- | --- |
|      | Be 4/4   | 457       | Schweizer Standardwagen | 1      | Schindler  | 1967–1968 | Be 4/4 457 als Museumsfahrzeug der «Gummikuh»-Baureihe. |
|      | Be 4/6   | 627–628   | Duewag-Einheitswagen    | 2      | Duewag     | 1972      | Im Februar 2016 wurden die letzten Wagen dieser Serie ausgemustert und nach Belgrad verladen. Im Oldtimer-Bestand der BVB blieben die Wagen 627 und 628 als Party-/Event-Tram erhalten. |
|      | Be 4/4   | 477–502   | Cornichon               | 25     | Schindler  | 1986–1987 | Keine Zulassung für Deutschland und Frankreich, keine Personenbeförderung auf dem Abschnitt Zeughaus–St. Jakob erlaubt, 2024 nur noch auf den Linien 2, 6 15, 16 und 21.                |
|      | Be 4/6 S | 659–686   | Guggummere              | 28     | Schindler  | 1990–1991 | Ursprünglich Be 4/6, 1997–1999 mit niederflurigem Mittelteil («Sänfte») erweitert. Im Laufe des Jahres 2017 wurden alle Fahrzeuge ausgemustert und nach Sofia in Bulgarien abgegeben.   |
|      | Be 6/8   | 301–328   | Combino                 | 28     | Siemens    | 2000–2002 | Verkehren hauptsächlich auf den Linien 1/14, 2 und 8, vereinzelt auch auf der Linie 6, keine Zulassung für Frankreich                                                                   |
|      | Be 6/8   | 5001–5044 | Flexity 2               | 44     | Bombardier | 2014–2016 | |
|      | Be 4/6   | 6001–6017 | Flexity 2               | 17     | Bombardier | 2016–2017 | Verkehren hauptsächlich auf den Linien 15, 16 und 21 |

Trotz schon bestehenden Verträgen mit der BLT zur gemeinsamen Beschaffung von Stadler-Tango-Fahrzeugen unterzeichneten die Basler Verkehrs-Betriebe Ende Januar 2012 den bisher grössten Einzelauftrag in der Geschichte des Unternehmens. Diesen Auftrag über 220 Millionen Schweizer Franken hatte Bombardier Transportation im Oktober 2011 für sich entschieden, die Bestellung umfasste 60 Fahrzeuge des Typs Flexity 2. Die unterlegenen Angebote stammten von Siemens (Typ Avenio M) und Stadler (Typ Variobahn). Anfang 2014 beschloss der Verwaltungsrat der BVB aufgrund positiv veränderter Finanzierungsumstände, statt einem Preisnachlass aus eigenen Mitteln ein zusätzliches Exemplar zu bestellen, da die Kosten des Gesamtauftrags gleich bleiben. Am 4. September 2014 traf der erste Flexity in Basel ein. Am 7. November 2014 wurde das erste Fahrzeug (5001) offiziell vorgestellt und auf den Namen «Basilisk» getauft. Das Fahrzeug 5002 trägt seit dem 12. Dezember 2014 den Namen «Weil am Rhein». Die ursprüngliche Option auf weitere 23 Fahrzeuge platzte 2023.

#### Anhängewagen
| Bild | Typ | Nummern | Bezeichnung             | Anzahl | Hersteller      | Baujahre  | Bemerkungen                                                                        |
| ---- | --- | --- | ----------------------- | ------ | --------------- | --------- | ---------------------------------------------------------------------------------- |
|      | B4  | 1430, 1433–1437, 1439, 1441–1448, 1450–1453, 1455, 1457–1461, 1465, 1467, 1471, 1474 1478, 1483, 1498–1500, 1504 | Schweizer Standardwagen | 35     | Schindler / FFA | 1962–1972 |                                                                                    |
|      | B4  | 1449, 1456, 1463–1464, 1466, 1468–1470, 1472–1473, 1475–1477, 1479–1481, 1484–1497, 1501–1503, 1505–1506         | Schweizer Standardwagen | 35     | Schindler / FFA | 1967–1972 | im Rahmen einer Komplettrevision mit niederflurigem Mittelteil («Sänfte») versehen |

#### Dienstwagen

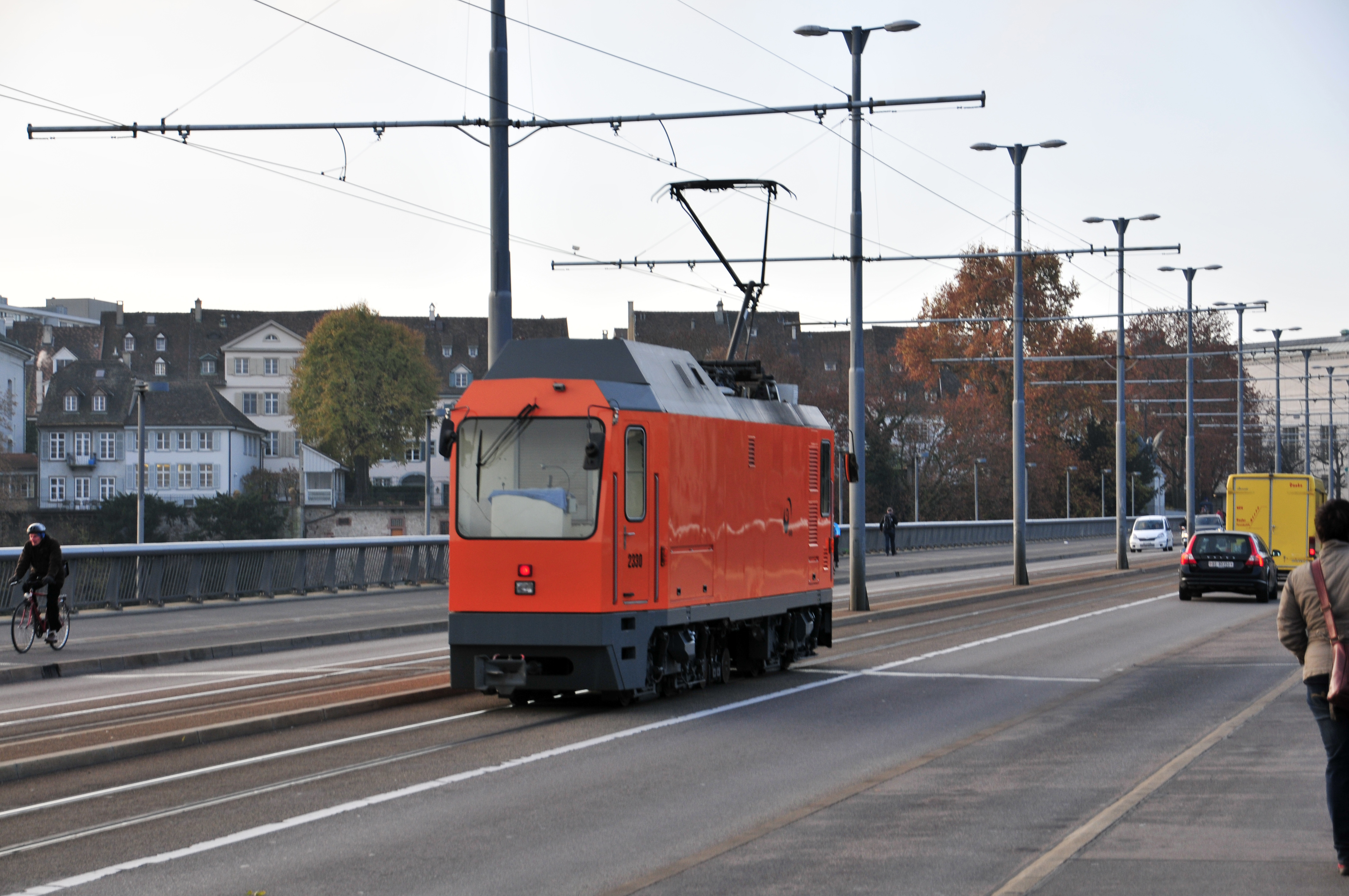
Schienenpflegewagen 2330

Xe 2/2 2021, 2022, 2023, Baujahr 1927/31, Schneepflüge
Xe 4/4 2330, Baujahr 1995, Schienenpflegewagen, Übername «Suugerli»

#### Historische Fahrzeuge

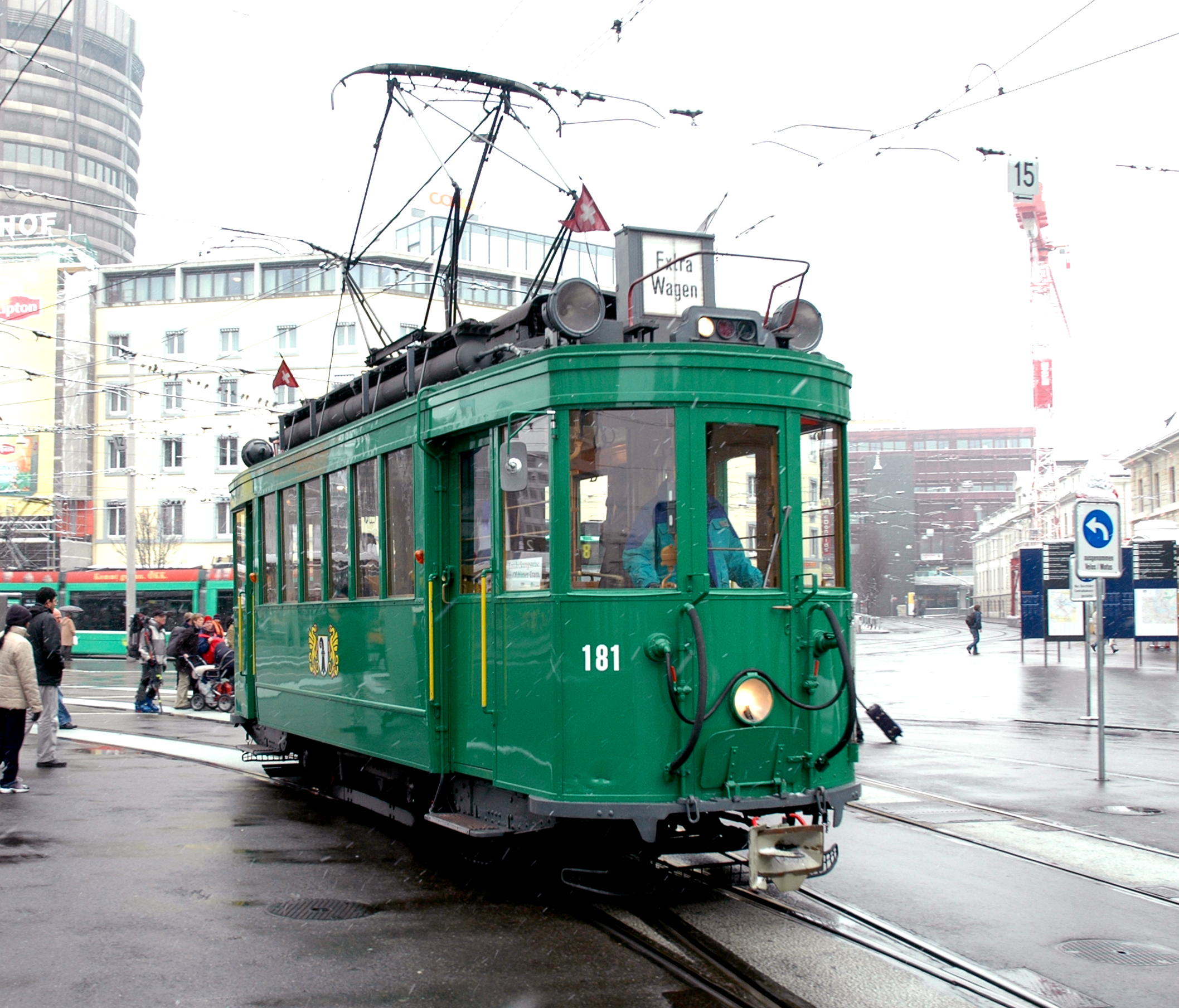
Museumswagen 181

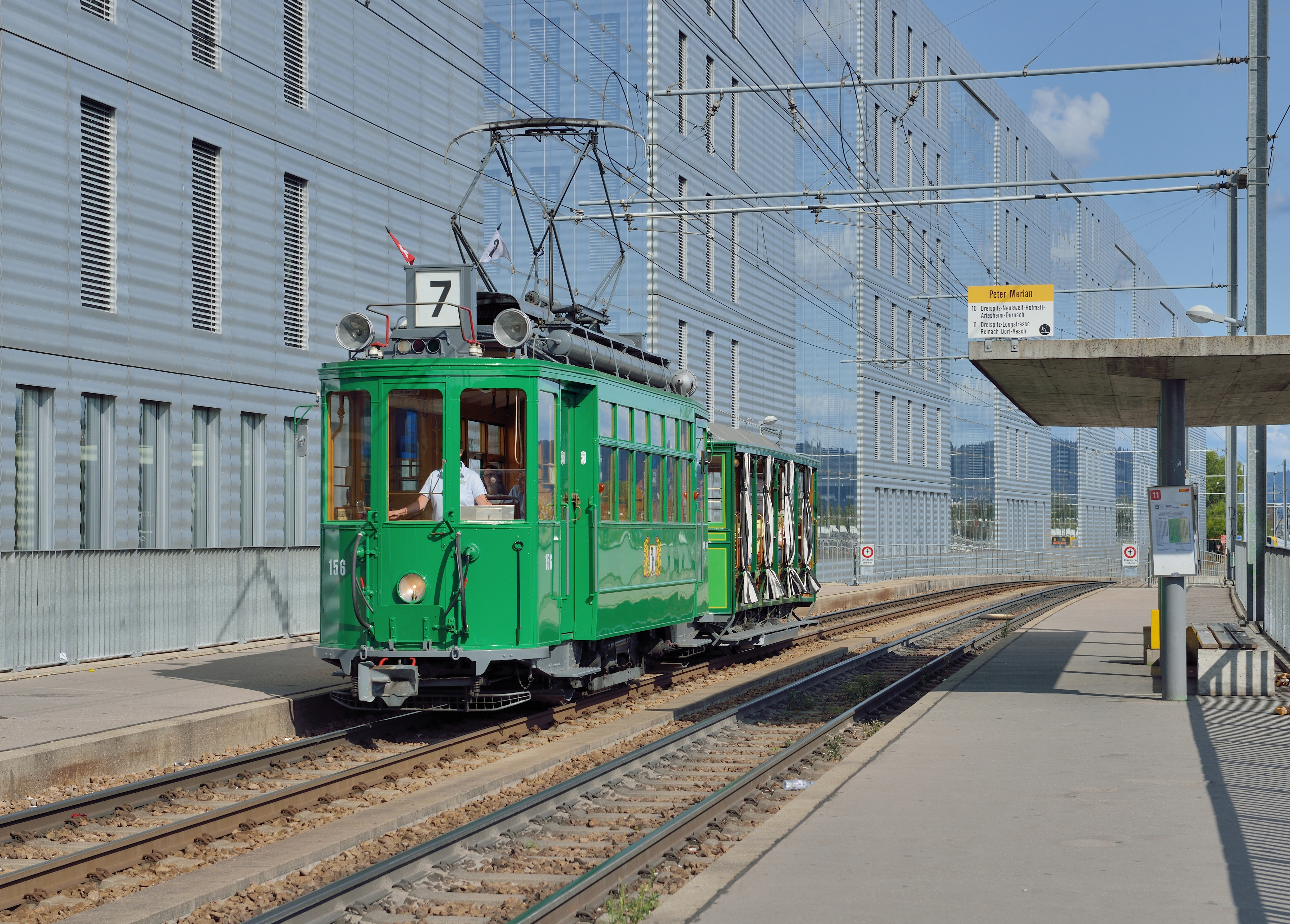
Historisches Tram am Peter Merian, Be 2/2 156, Baujahr 1919/1920

Ce 2/2 4, 1970 Umbau aus Be 2/2 30; ex Ce 2/2 58, Baujahr 1900. Bildet mit dem technisch passenden C 281 den sogenannten Jubiläumszug zum 75-Jahre-Jubiläum der BVB, ausser Betrieb.
Ce 2/2 47 «Anggebliemli», Baujahr 1900, ex Ce 2/2 75, in Revision ab Oktober 2005, Wiederinbetriebnahme Mai 2006
Ce 4/4 450 «Dante Schuggi», Baujahr 1914, ex Ce 4/4 401, ex Be 4/4 400
Ce 2/2 126, Baujahr 1908
Be 2/2 156, Baujahr 1919/1920
Ce 2/2 163, Baujahr 1921
Be 2/2 181, Baujahr 1925, ab 1948 81, nach Einbau Luftbremse 1950 wieder 181
Be 2/2 190, Baujahr 1927,
Ce 2/2 215, Baujahr 1933
Be 4/4 413 «Pythagoras», Baujahr 1948
C 281, Baujahr 1906; Sommerwagen, ex B2 1062, (passender Wagen zu Ce 2/2 4, ausser Betrieb)
C 309, Baujahr 1897/1908; Rekonstruktion aus Anhänger C2 319 ex Ce 2/2 19 (seit Januar 2015 ausser Betrieb)
C 331, Baujahr 1913; ex B2 1131
C 371, ex B2 1171, Baujahr 1921
C 423, ex B2 1223, Baujahr 1932
B2 1045, Baujahr 1938 als C 260 «Badwännli», betriebsfähiger Museumswagen ohne Dach (seit April 2013 ausser Betrieb)
B2 1077, Baujahr 1900 Sommerwagen, betriebsfähiger Museumswagen
B2 1193, Baujahr 1927 betriebsfähiger Museumswagen
B3 1303, Baujahr 1933

## Depots und Werkstätten

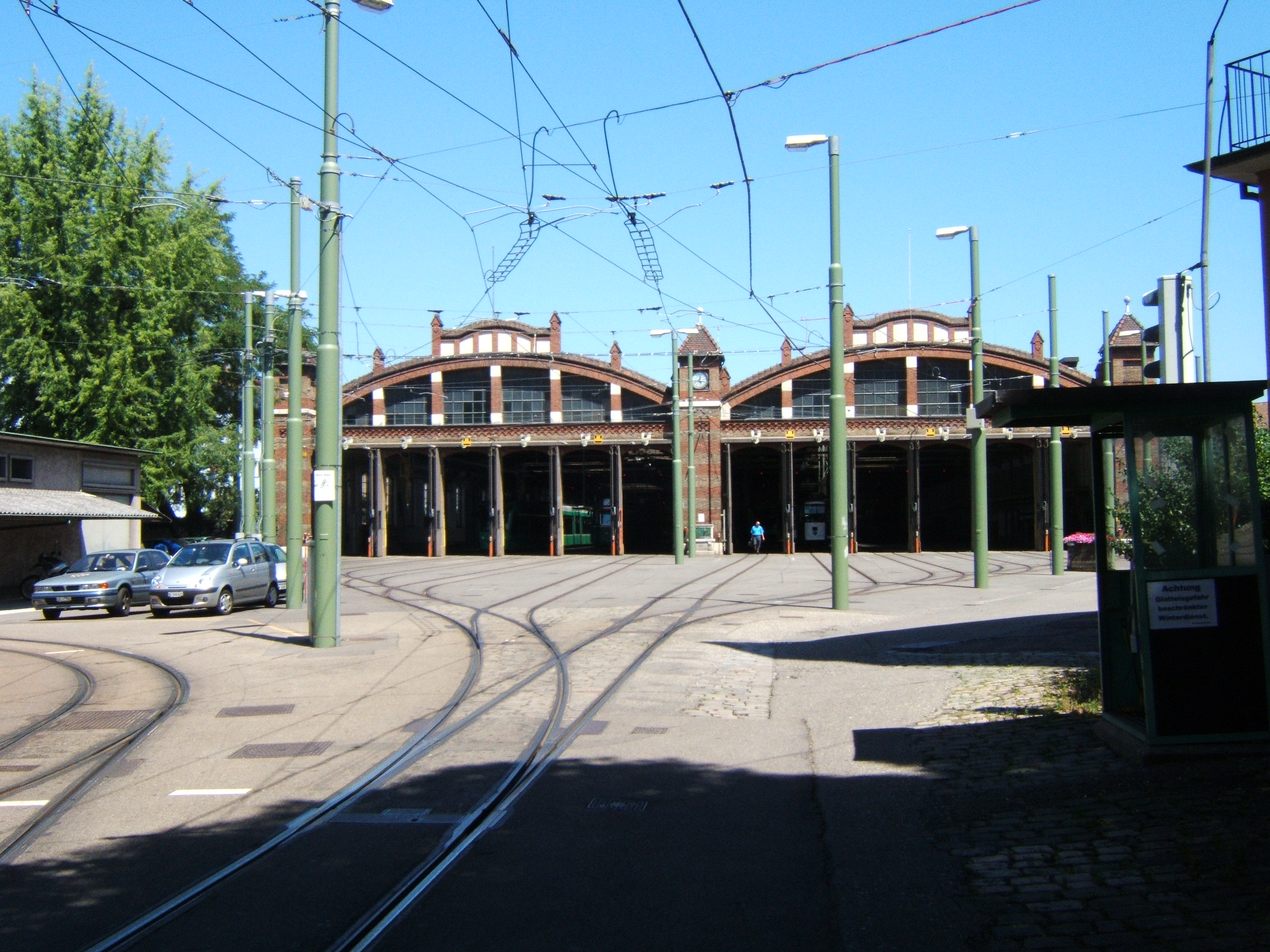
BVB-Depot Wiesenplatz

### Auf dem Basler Netz
Von insgesamt sechs Depots und Werkstätten, welche im Laufe der Zeit auf dem Netz der Basler Strassenbahn existierten, bestehen heute noch deren vier.
Die Hauptwerkstätte Klybeck liegt im Norden des gleichnamigen Quartiers, bei der Haltestelle Ciba. Sie wurde 1897 eröffnet. In der Nähe, weiter nördlich, befindet sich das Depot Wiesenplatz an der gleichnamigen Haltestelle im Süden des Quartiers Kleinhüningen. Es ist das grösste der Basler Depots und bestand bis 2004 aus 25 Abstellgeleisen. 2004 wurde ein Teil des Depots durch einen Brand zerstört, wobei auch vier Wagen Opfer der Flammen wurden. 2011 wurde das Depot nach dreijähriger Bauzeit wieder komplett in Betrieb genommen. Das Depot Allschwilerstrasse/Morgarten befindet sich an der Haltestelle Morgartenring, an der Kantonsgrenze bei Allschwil und ersetzte bei seiner Eröffnung 1900 das Depot Hammerstrasse. Das vierte Depot Dreispitz befindet sich auf dem gleichnamigen Gebiet, bei der Haltestelle M Parc, und wurde als bislang letztes Depot eröffnet. 1938 und 1941 wurde das Gleisfeld erweitert, 1950 kam eine Oberbauwerkstätte hinzu.
Die nah beieinander gelegenen Depots Hammerstrasse und Claragraben entstanden mit der Eröffnung im Jahre 1895. Das Depot Hammerstrasse wurde 1900 bereits wieder aufgegeben, über das Depot Claragraben ist kaum etwas bekannt. 2005 entdeckte man bei Bauarbeiten Überbleibsel des Depots, welches bereits kurz nach der Eröffnung wohl wieder geschlossen wurde.

### Auf den Vorortsstrecken
Sämtliche bestehenden und ehemaligen Depots und Werkstätten werden, respektive wurden, von der Baselland Transport AG und deren Vorgängern erbaut und genutzt.
Die beiden grossen bestehenden Depots befinden sich im Leimental und Birseck. Das Depot Hüslimatt befindet sich an der gleichnamigen Tramhaltestelle der Linien 10 und 17 im Industriegebiet der Gemeinde Oberwil. Es wurde 1981 bis 1983 erbaut und 2007 modernisiert und erweitert. Das Depot Ruchfeld befindet sich im Gebiet Dreispitz, auf dem Boden der Gemeinde Münchenstein, nahe der Kantonsgrenze zu Basel-Stadt, und wurde im Dezember 1994 eröffnet. Es liegt zwischen den Stationen Dreispitz und Ruchfeld (Linien 11 und E11) bzw. Dreispitz und Neue Welt/Grün 80 (Linie 10).
Ehemalige Depots und Abstellhallen befanden sich an der Birsigtalbahn in Rodersdorf und dem Oberwiler Dorfkern, an der Birseckbahn in Arlesheim und an der Trambahn Basel-Aesch in Aesch. Ersteres besteht heute noch immer, wird jedoch nicht mehr genutzt.

## Trivia
- Die Waldenburgerbahn wird seit ihrer Integration in die BLT im Jahr 2016 als Linie 19 der Basler Strassenbahn geführt, obwohl keine Gleisverbindung zum übrigen Tramnetz besteht.
- Gestrichene Liniensignale, die früher mittels eines roten Diagonalbalkens anzeigten, dass die Strecke nicht bis zur Endhaltestelle gefahren wurde,[76] werden in Basel heute nicht mehr verwendet.

## Film
- SWR: Eisenbahn-Romantik – 100 Jahre Straßenbahn Basel (Folge 163)